# Coupe d'Afrique des nations de football 2021
Navigation
Égypte 2019 Côte d'Ivoire 2023
La Coupe d'Afrique des nations de football (CAN) 2021 est la 33e édition de la Coupe d'Afrique des nations de football. Le tournoi devait initialement avoir lieu en 2021 mais, en raison de la pandémie de Covid-19, il est reporté et se déroule finalement du 9 janvier au 6 février 2022, son nom « CAN 2021 » restant toutefois inchangé. Le pays hôte de cette coupe d'Afrique des nations est le Cameroun, et ce pour la 2e fois, après une précédente édition accueillie en 1972.
Vingt-quatre nations participent à la compétition. Le Sénégal remporte la CAN pour la première fois de son histoire en s'imposant aux tirs au but devant l'Égypte le 6 février 2022. Le Camerounais Vincent Aboubakar est le meilleur buteur (huit buts) et le Sénégalais Sadio Mané est désigné par la CAF, meilleur joueur de la compétition.

## Désignation du pays hôte

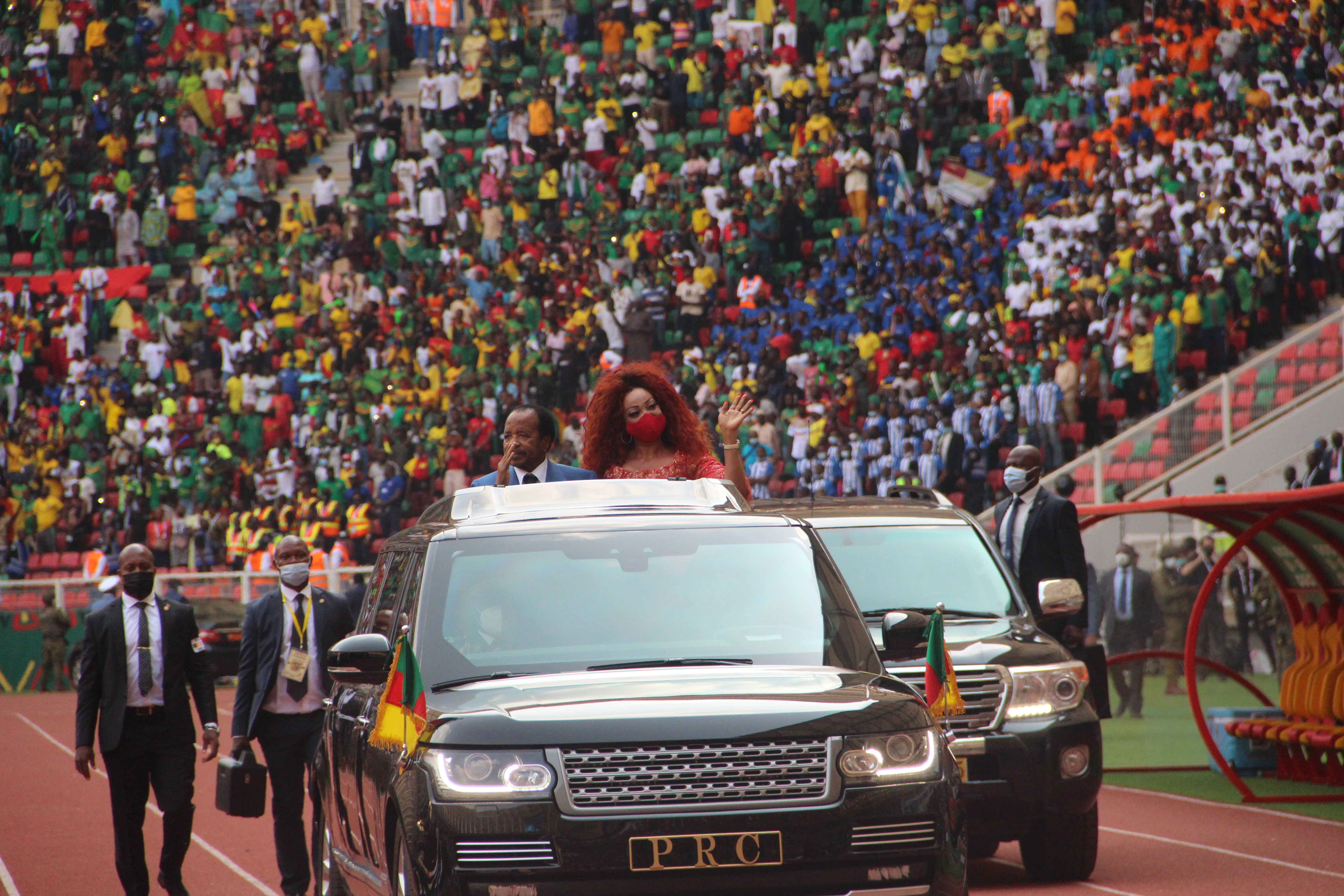
Paul Biya lors de la cérémonie d'ouverture de la CAN 2021.

Le 20 septembre 2014, l'organisation des Coupes d'Afrique des Nations 2019, 2021 et 2023  a été attribuée respectivement au Cameroun, à la Côte d'Ivoire et à la Guinée. Cependant, après le retrait de l'organisation au Cameroun pour 2019, la Confédération africaine de football (Caf) annonce un décalage de ces compétitions, le Cameroun accueillerait alors la compétition en 2021, la Côte d'Ivoire en 2023 et la Guinée en 2025. Le Cameroun accepte cette proposition, tandis que la Côte d'Ivoire envisage de la contester auprès du Tribunal arbitral du sport. Finalement, après une rencontre entre le président de la CAF, Ahmad Ahmad, et le président ivoirien Alassane Ouattara en janvier 2019, la Côte d'Ivoire accepte ce glissement de date et l'organisation de la CAN 2023. Cette décision de la Côte d'Ivoire d'accepter l'organisation en 2023 met fin aux doutes sur la désignation du Cameroun comme pays organisateur de la CAN 2021.
En janvier 2020, la CAF déplace la CAN 2021 de juin 2021 à janvier 2021, à la demande du pays hôte. La CAF a décidé le 30 juin 2020 de déplacer la CAN en janvier 2022 en raison de la pandémie de Covid-19.
Les dates sont arrêtées par le Comité exécutif de la CAF le 31 mars 2021 : le tirage au sort a lieu le 25 juin 2021 et la compétition se déroule du 9 janvier au 6 février 2022.

## Effets de la pandémie COVID-19
Face à la crise du Covid-19, le président de la Confédération rappelle en mai 2020 que la priorité doit être donnée à la santé des joueurs et à la solidarité de la part des acteurs du football, déjà largement déployée, avec la population touchée.
La CAF décide, le 30 juin 2020, de déplacer la CAN en janvier 2022 en raison de la pandémie de Covid-19. Avec ce report de la CAN, les autorités camerounaises de football espèrent ainsi pouvoir terminer certaines infrastructures routières liées à la CAN, qui étaient jusque-là seulement achevées à 40 % selon le gouverneur de la région-Ouest, Awah Fonka.

## Villes et stades
Six stades camerounais reçoivent la compétition. Le Stade Omnisports de Limbé dans le Sud-Ouest est terminé depuis 2014, le Stade Omnisports de Bafoussam à l'ouest est livré en novembre 2016. Les travaux du stade de Douala Japoma, 50 000 places, et ceux du Stade d'Olembé, 60 000 places (stade Paul-Biya) ont débuté en mars 2015. Les pavés du parking de ce stade sont fournis par l'usine de pavés écologiques de l'association Cœur d'Afrique de Roger Milla. Le stade Ahmadou Ahidjo de Yaoundé et le Stade Roumdé Adjia (en rénovation) de Garoua qui devrait compter 25 000 places.
| \| 500 km1:18 610 000 \| Olembe (60 000) Ahmadou-Ahidjo(40 000) Japoma (50 000) Roumdé Adjia (25 000) Bafoussam (Kouekong) (20 000) Limbé (20 000) Réunification (39 000) |
| 500 km1:18 610 000 |

| 500 km1:18 610 000 |

| Stades principaux existants  |
| (40 000) Capacités d'accueil |

| \| 500 km1:18 610 000 \| Olembe (60 000) Ahmadou-Ahidjo(40 000) Japoma (50 000) Roumdé Adjia (25 000) Bafoussam (Kouekong) (20 000) Limbé (20 000) Réunification (39 000) |
| 500 km1:18 610 000 |

| 500 km1:18 610 000 |

| Stades principaux existants  |
| (40 000) Capacités d'accueil |

Certains stades devaient aussi être rénovés pour les entraînements, tel le stade de Bonamoussadi à Douala.

## Arrivées et installations des délégations

### Hôtels et hébergements retenus
39 hôtels sont sélectionnés pour accueillir les 24 équipes et leurs délégations.

### Arrivées et déplacements
Les délégations arrivent au Cameroun entre le 26 décembre (Éthiopie) et le 8 janvier 2022 (Égypte).

## Arbitres retenus
La liste des arbitres retenus est annoncée le 14 décembre 2021 par la CAF. Ils sont au nombre de 64.

### Arbitres centraux
| - Victor Gomes - Mustapha Ghorbal - Hélder Martins de Carvalho - Joshua Bondo - Pacifique Ndabihawenimana - Blaise Yuven Ngwa - Jean-Jacques Ndala Ngambo - Mahmoud El Banna | - Amin Omar (en) - Ismail Elfath - Bamlak Tessema Weyesa - Bakary Gassama - Daniel Nii Laryea - Peter Waweru - Andofetra Rakotojaona - Boubou Traore | - Redouane Jiyed - Ahmad Imetehaz Heeralall - Salima Mukansanga - Maguette N'Diaye - Issa Sy - Bernard Camille - Sadok Selmi - Janny Sikazwe |

### Arbitres assistants
| - Zakhele Thusi Siwela - Abdelhak Etchiali - Mokrane Gourari - Jerson Dos Santos - Seydou Tiama - Atezambong Fomo Carine - Nguegoue Noupue - Soulaimane Almadine - Oliver Safari - Liban Abdourazak Ahmed - Tahssen Abo El Sadat | - Abouelregal Mahmoud - Ahmed Hossam Taha - Sidibe Sidiki - Gilbert Cheruiyot - Souru Phatsoane - Attia Amsaaed - Lionel Andrianantenaina - Mustapha Akarkad - Zakaria Brinsi - Jermoumi Fatiha - Azgaou Lahcen | - Arsenio Maringula - Mahamadou Yahaya - Samuel Pwadutakam - Dick Okello - Djibril Camara - El Hadj Malick Samba - James Fredrick Emile - Ibrahim Abdalla Mohamed - Anouar Hmila - Hassani Khalil |

### Arbitre vidéo (VAR)
- Benoît Millot

### Arbitres assistants vidéo
| - Lahlou Benbraham - Mehdi Abid Charef - Drew Fischer (en) | - Mahmoud Ashour - Samir Guezzaz - Bouchra Karboubi | - Adil Zourak - Haythem Guirat |

## Qualification
Le Cameroun est automatiquement qualifié en tant que pays organisateur et logé dans le groupe A. Comme lors de l’édition 2019, il participe aux matchs de qualifications. Le tirage au sort des matchs de qualification a été effectué en Égypte le 18 juillet 2019, en marge de l’Assemblée Générale de la CAF.

### Équipes qualifiées
| Équipe             | Surnom                       | Position        | Date de qualification | Participation | Meilleur résultat                                      | Dernière participation (résultat obtenu) |
| ------------------ | ---------------------------- | --------------- | --------------------- | ------------- | ------------------------------------------------------ | ---------------------------------------- |
| Cameroun           | Les Lions indomptables       | Pays hôte       | 8 janvier 2019        | 20e           | Vainqueur (1984, 1988, 2000, 2002, 2017)               | 2019 (1/8 de finaliste)                  |
| Sénégal            | Les Lions de la Teranga      | 1er du groupe I | 15 novembre 2020      | 16e           | Finaliste (2002, 2019)                                 | 2019 · (finaliste )                      |
| Algérie            | Les Fennecs                  | 1er du groupe H | 16 novembre 2020      | 19e           | Vainqueur (1990, 2019)                                 | 2019 · (Vainqueur )                      |
| Mali               | Les Aigles                   | 1er du groupe A | 17 novembre 2020      | 12e           | Finaliste (1972)                                       | 2019 (1/8 de finaliste)                  |
| Tunisie            | Les Aigles de Carthage       | 1er du groupe J | 17 novembre 2020      | 20e           | Vainqueur (2004)                                       | 2019 (Quatrième)                         |
| Burkina Faso       | Les Étalons                  | 1er du groupe B | 24 mars 2021          | 12e           | Finaliste (2013)                                       | 2017 · (Troisième )                      |
| Guinée             | Le Syli national             | 2e du groupe A  | 24 mars 2021          | 13e           | Finaliste (1976)                                       | 2019 (1/8 de finaliste)                  |
| Comores            | Les Cœlacanthes              | 2e du groupe G  | 25 mars 2021          | 1re           | Première participation                                 | –                                        |
| Égypte             | Les Pharaons                 | 1er du groupe G | 25 mars 2021          | 25e           | Vainqueur (1957, 1959, 1986, 1998, 2006, 2008 et 2010) | 2019 (1/8 de finaliste)                  |
| Gabon              | Les Panthères                | 2e du groupe D  | 25 mars 2021          | 8e            | Quart de finaliste (1996 et 2012)                      | 2017 (Premier tour)                      |
| Gambie             | Les Scorpions                | 1er du groupe D | 25 mars 2021          | 1re           | Première participation                                 | –                                        |
| Ghana              | Les Black Stars              | 1er du groupe C | 25 mars 2021          | 23e           | Vainqueur (1963, 1965, 1978 et 1982)                   | 2019 (1/8 de finaliste)                  |
| Guinée équatoriale | Le Nzalang national          | 2e du groupe J  | 25 mars 2021          | 3e            | Quatrième (2015)                                       | 2015 (Quatrième)                         |
| Zimbabwe           | The Warriors (Les Guerriers) | 2e du groupe H  | 25 mars 2021          | 5e            | Premier tour (2004, 2006, 2017, 2019)                  | 2019 (Premier tour)                      |
| Maroc              | Les Lions de l'Atlas         | 1er du groupe E | 26 mars 2021          | 18e           | Vainqueur (1976)                                       | 2019 (1/8 de finaliste)                  |
| Côte d'Ivoire      | Les Éléphants                | 1er du groupe K | 26 mars 2021          | 24e           | Vainqueur (1992, 2015)                                 | 2019 (1/4 de finaliste)                  |
| Nigeria            | Les Super Eagles             | 1er du groupe L | 27 mars 2021          | 19e           | Vainqueur (1980, 1994, 2013)                           | 2019 · (Troisième )                      |
| Soudan             | Les Crocodiles du Nil        | 2e du groupe C  | 28 mars 2021          | 9e            | Vainqueur (1970)                                       | 2012 (1/4 de finaliste)                  |
| Malawi             | Les Flammes                  | 2e du groupe B  | 29 mars 2021          | 3e            | Premier tour (1984 et 2010)                            | 2010 (Premier tour)                      |
| Mauritanie         | Les Mourabitounes            | 2e du groupe E  | 30 mars 2021          | 2e            | Premier tour (2019)                                    | 2019 (Premier tour)                      |
| Éthiopie           | Les Antilopes                | 2e du groupe K  | 30 mars 2021          | 11e           | Vainqueur (1962)                                       | 2013 (Premier tour)                      |
| Guinée-Bissau      | Les Lycaons                  | 2e du groupe I  | 30 mars 2021          | 3e            | Premier tour (2017, 2019)                              | 2019 (Premier tour)                      |
| Cap-Vert           | Les Requins bleus            | 2e du groupe F  | 30 mars 2021          | 3e            | Quart de finaliste (2013)                              | 2015 (Premier tour)                      |
| Sierra Leone       | Les Leone Stars              | 2e du groupe L  | 15 juin 2021          | 3e            | Premier tour (1994, 1996)                              | 1996 (Premier tour)                      |

### Non-qualifiés de l'édition 2019
- Afrique du Sud : Quarts de finale
- Bénin : Quarts de finale
- Madagascar : Quarts de finale
- RD Congo : Huitièmes de finale
- Ouganda : Huitièmes de finale
- Kenya : 1er tour
- Angola : 1er tour
- Burundi : 1er tour
- Namibie : 1er tour
- Tanzanie : 1er tour

## Tirage au sort
Le tirage au sort est initialement prévu le 25 juin 2021 à Yaoundé avant d'être reporté à une date ultérieure en raison de problèmes logistiques liés à la pandémie de Covid-19. Ce tirage au sort est reprogrammé le 17 août 2021, toujours à Yaoundé.
| Chapeau 1                                                                                         | Chapeau 2                                                                         | Chapeau 3                                                                                       | Chapeau 4                                                                                    |
| ------------------------------------------------------------------------------------------------- | --------------------------------------------------------------------------------- | ----------------------------------------------------------------------------------------------- | -------------------------------------------------------------------------------------------- |
| Sénégal (20) Tunisie (30) Algérie (tenant) (29) Maroc (28) Nigeria (36) Cameroun (pays hôte) (50) | Égypte (45) Ghana (52) Côte d'Ivoire (56) Mali (53) Burkina Faso (60) Guinée (81) | Cap-Vert (73) Gabon (89) Mauritanie (103) Sierra Leone (108) Zimbabwe (121) Guinée-Bissau (106) | Malawi (129) Soudan (125) Guinée équatoriale (114) Comores (132) Éthiopie (137) Gambie (150) |

## Cérémonie d'ouverture et lancement de la compétition

### Cérémonie d'ouverture et lion virtuel

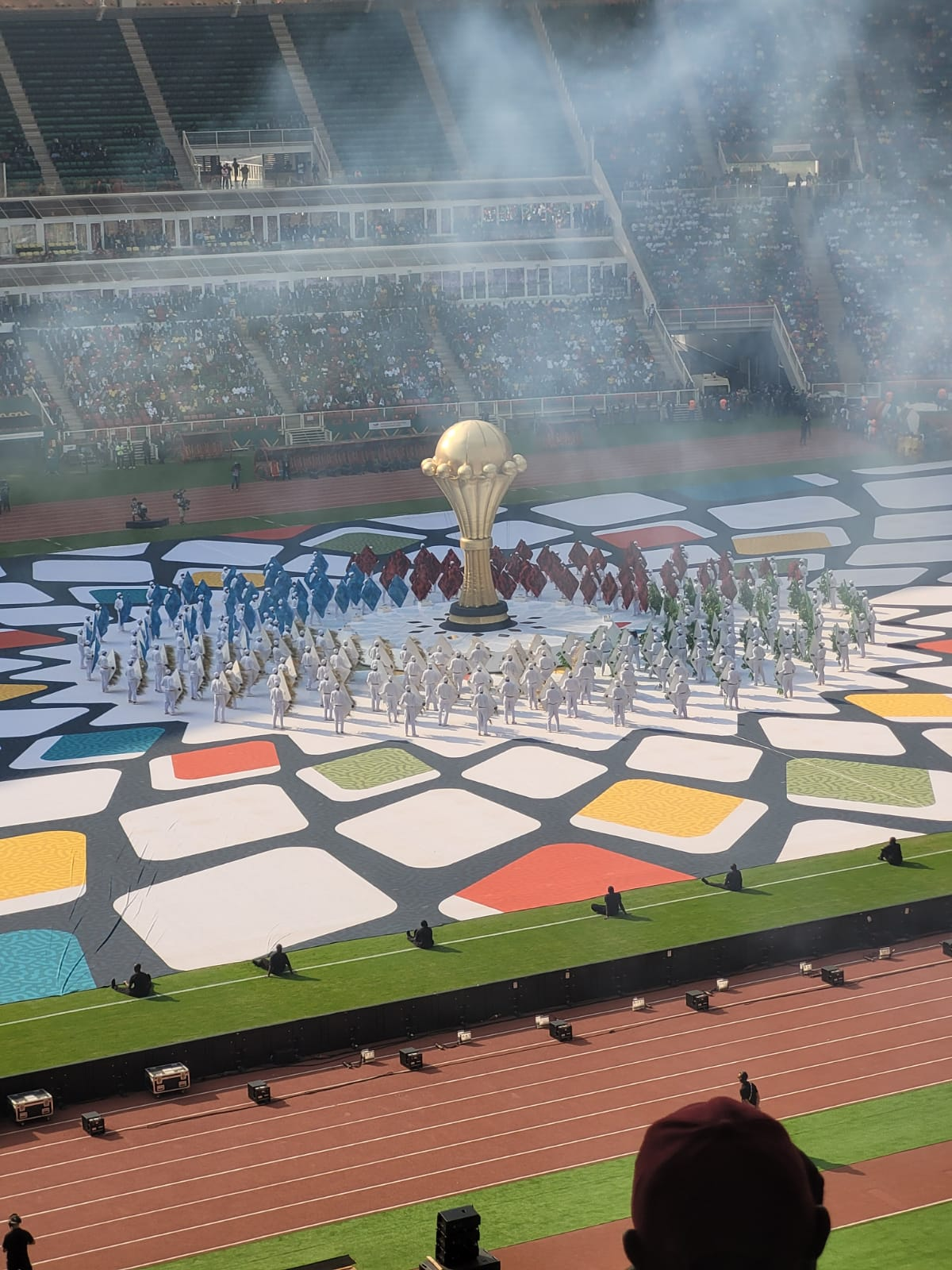
Ambiance avant le début des cérémonies de lancement de la CAN 2021

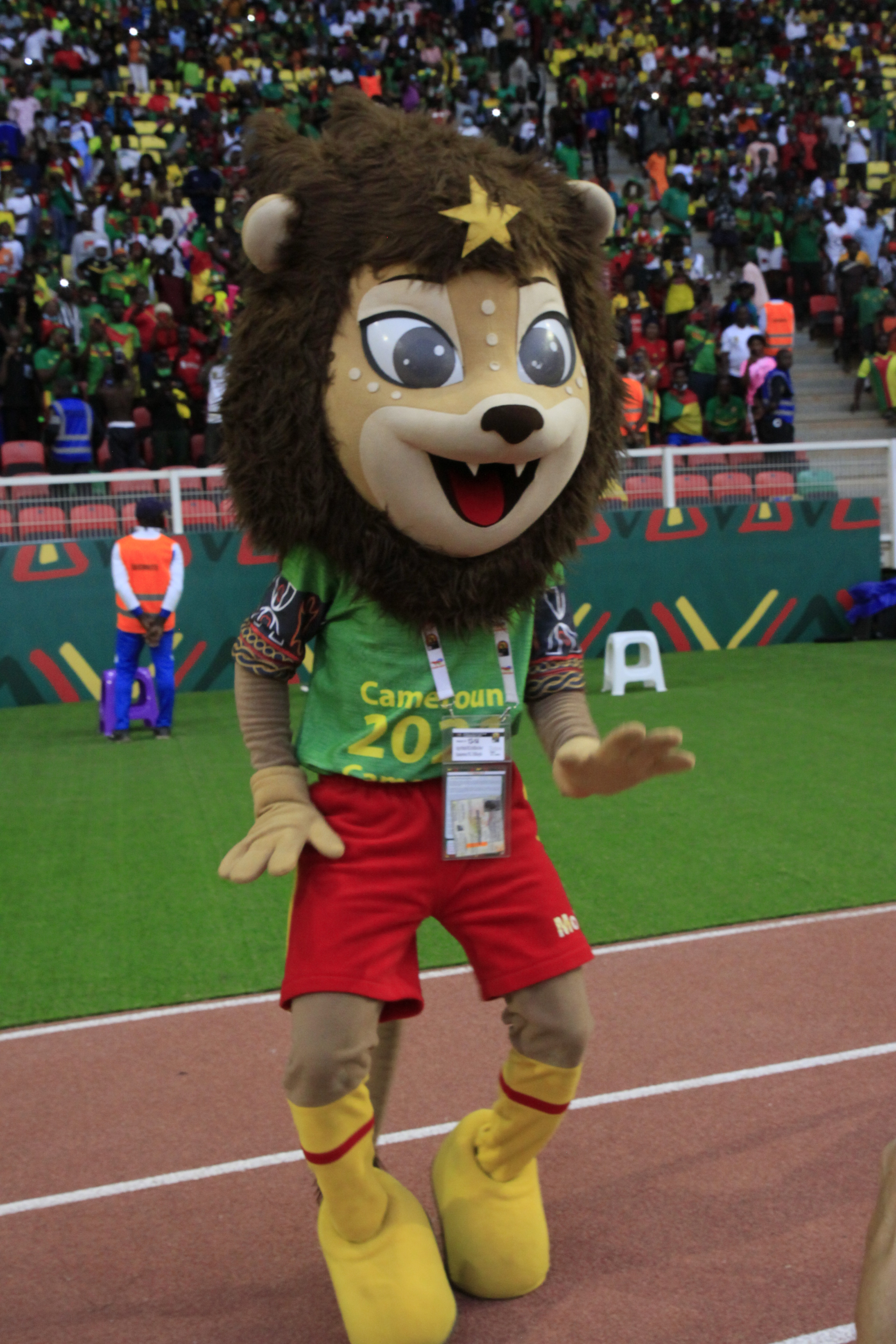
Mola, la mascotte de la CAN 2021.

La cérémonie d'ouverture du stade commence à 10 heures avec la mise en place des groupes d'animation et les animations culturelles durent jusqu'à 14 heures. Les invités et officiels sont mis en place jusqu'au début du match d'ouverture à 17 heures. Parmi les invités se trouvent les membres de la CAF, les membres du corps diplomatique, les présidents des institutions législatives et judiciaires, les membres du gouvernement dont le président du COCAN 2021 et les présidents de la CAF et de la FIFA.
La mise en place des officiels se termine vers 16 heures avec l'arrivée des présidents des Comores et du Cameroun. Après l'exécution des hymnes, les discours du président de la CAF et l'ouverture solennelle de la compétition par le président de république du Cameroun, une parade culturelle d'environ une heure se met en place.
Un intermède culturel représentant les 4 aires culturelles du Cameroun est présenté avec 500 jeunes ambassadeurs et la mascotte Mola qui participe à la danse, l'artiste hote, Fally Ipupa offre une prestation. Durant cette parade, un lion virtuel apparait aux téléspectateurs. Il est mis en place par Thibault Baras sur une idée de la société créative lib,. Fait en réalité augmenté et tourné sur un moteur de jeu, ce lion mesure 16 mètres de long 8 mètres de haut et pèse une tonne.
Concernant la mascotte officielle de la CAN 2021 qui est dévoilée le 9 décembre 2021, elle représente un lion portant les couleurs vert, rouge et jaune en référence aux couleurs du Cameroun. Elle a des ressemblances avec Tara, la mascotte du Championnat d’Afrique des nations (CHAN 2020), mais il y a des différences (le manque de cape et la présence d'une étoile jaune à la crinière).
Après le match qui se déroule de 17 heures à 19 heures, un feu d'artifice final a lieu à la nuit tombée.

## Répartition des rétributions
En fonction du résultat obtenu, le champion reçoit 4,5 millions d’euros, le finaliste 2,64 millions d’euros, les demi-finalistes 2,2 millions d’euros et les quarts de finalistes 703 361 euros.

## Phase de groupes

### Groupe A
| Rang | Équipe       | Pts | J | G | N | P | Bp | Bc | Diff |  | Résultats (▼ dom., ► ext.) |     |     |     |     |
| ---- | ------------ | --- | - | - | - | - | -- | -- | ---- |  | -------------------------- | --- | --- | --- | --- |
| 1    | Cameroun     | 7   | 3 | 2 | 1 | 0 | 7  | 3  | +4   |  | Cameroun                   |     | 2-1 | 1-1 | 4-1 |
| 2    | Burkina Faso | 4   | 3 | 1 | 1 | 1 | 3  | 3  | 0    |  | Burkina Faso               | 1-2 |     | 1-0 | 1-1 |
| 3    | Cap-Vert     | 4   | 3 | 1 | 1 | 1 | 2  | 2  | 0    |  | Cap-Vert                   | 1-1 | 0-1 |     | 1-0 |
| 4    | Éthiopie     | 1   | 3 | 0 | 1 | 2 | 2  | 6  | -4   |  | Éthiopie                   | 1-4 | 1-1 | 0-1 |     |

1re journée
| Match 1 (match d'ouverture) | Cameroun                                      | 2 - 1   | Burkina Faso             | Stade de football d'Olembe, Yaoundé                      |                                                          |
| 9 janvier 2022 17h00 WAT    | Aboubakar 40e (pen.) · Aboubakar 45+3e (pen.) | (2 - 1) | 24e Sangaré (B. Traoré ) | Arbitrage : Mustapha Ghorbal Arbitre vidéo : Adil Zourak | Arbitrage : Mustapha Ghorbal Arbitre vidéo : Adil Zourak |
| 9 janvier 2022 17h00 WAT    | Rapport                                       |         |                          | Arbitrage : Mustapha Ghorbal Arbitre vidéo : Adil Zourak | Arbitrage : Mustapha Ghorbal Arbitre vidéo : Adil Zourak |

| Match 2                  | Éthiopie | 0 - 1   | Cap-Vert                   | Stade de football d'Olembe, Yaoundé                                   |                                                                       |
| 9 janvier 2022 20h00 WAT |          | (0 - 1) | 45+1e Tavares (Rodrigues ) | Arbitrage : Hélder Martins de Carvalho Arbitre vidéo : Mahmoud Ashour | Arbitrage : Hélder Martins de Carvalho Arbitre vidéo : Mahmoud Ashour |
| 9 janvier 2022 20h00 WAT | Rapport  |         |                            | Arbitrage : Hélder Martins de Carvalho Arbitre vidéo : Mahmoud Ashour | Arbitrage : Hélder Martins de Carvalho Arbitre vidéo : Mahmoud Ashour |

2e journée
| Match 13                  | Cameroun                                                                                             | 4 - 1   | Éthiopie                   | Stade de football d'Olembe, Yaoundé                                  |                                                                      |
| 13 janvier 2022 17h00 WAT | ( Fai) Toko-Ekambi 8e · ( Fai) Aboubakar 53e · ( Ngamaleu) Aboubakar 55e · ( Hongla) Toko-Ekambi 67e | (1 - 1) | 4e Hotessa (Gebremichael ) | Arbitrage : Jean Jacques Ndala Ngambo Arbitre vidéo : Haythem Guirat | Arbitrage : Jean Jacques Ndala Ngambo Arbitre vidéo : Haythem Guirat |
| 13 janvier 2022 17h00 WAT | Rapport                                                                                              |         |                            | Arbitrage : Jean Jacques Ndala Ngambo Arbitre vidéo : Haythem Guirat | Arbitrage : Jean Jacques Ndala Ngambo Arbitre vidéo : Haythem Guirat |

| Match 14                  | Cap-Vert | 0 - 1   | Burkina Faso        | Stade de football d'Olembe, Yaoundé                    |                                                        |
| 13 janvier 2022 20h00 WAT |          | (0 - 1) | 39e Bandé (Kaboré ) | Arbitrage : Amin Omar Arbitre vidéo : Mahmoud El Banna | Arbitrage : Amin Omar Arbitre vidéo : Mahmoud El Banna |
| 13 janvier 2022 20h00 WAT | Rapport  |         |                     | Arbitrage : Amin Omar Arbitre vidéo : Mahmoud El Banna | Arbitrage : Amin Omar Arbitre vidéo : Mahmoud El Banna |

3e journée
| Match 25                  | Cap-Vert                      | 1 - 1   | Cameroun      | Stade de football d'Olembe, Yaoundé                    |                                                        |
| 17 janvier 2022 17h00 WAT | ( Rocha Santos) Rodrigues 53e | (0 - 1) | 39e Aboubakar | Arbitrage : Sadok Selmi Arbitre vidéo : Haythem Guirat | Arbitrage : Sadok Selmi Arbitre vidéo : Haythem Guirat |
| 17 janvier 2022 17h00 WAT | Rapport                       |         |               | Arbitrage : Sadok Selmi Arbitre vidéo : Haythem Guirat | Arbitrage : Sadok Selmi Arbitre vidéo : Haythem Guirat |

| Match 26                  | Burkina Faso        | 1 - 1   | Éthiopie          | Stade omnisports de Bafoussam, Bafoussam                           |                                                                    |
| 17 janvier 2022 17h00 WAT | ( Guira) Bayala 24e | (1 - 0) | 52e (pen.) Kebede | Arbitrage : Ahmad Imtehaz Heeralall Arbitre vidéo : Mahmoud Ashour | Arbitrage : Ahmad Imtehaz Heeralall Arbitre vidéo : Mahmoud Ashour |
| 17 janvier 2022 17h00 WAT | Rapport             |         |                   | Arbitrage : Ahmad Imtehaz Heeralall Arbitre vidéo : Mahmoud Ashour | Arbitrage : Ahmad Imtehaz Heeralall Arbitre vidéo : Mahmoud Ashour |

### Groupe B
| Rang | Équipe   | Pts | J | G | N | P | Bp | Bc | Diff |  | Résultats (▼ dom., ► ext.) |     |     |     |     |
| ---- | -------- | --- | - | - | - | - | -- | -- | ---- |  | -------------------------- | --- | --- | --- | --- |
| 1    | Sénégal  | 5   | 3 | 1 | 2 | 0 | 1  | 0  | +1   |  | Sénégal                    |     | 0-0 | 0-0 | 1-0 |
| 2    | Guinée   | 4   | 3 | 1 | 1 | 1 | 2  | 2  | 0    |  | Guinée                     | 0-0 |     | 1-0 | 1-2 |
| 3    | Malawi   | 4   | 3 | 1 | 1 | 1 | 2  | 2  | 0    |  | Malawi                     | 0-0 | 0-1 |     | 2-1 |
| 4    | Zimbabwe | 3   | 3 | 1 | 0 | 2 | 3  | 4  | -1   |  | Zimbabwe                   | 0-1 | 2-1 | 1-2 |     |

1re journée
| Match 3                   | Sénégal           | 1 - 0   | Zimbabwe | Stade omnisports de Bafoussam, Bafoussam                    |                                                             |
| 10 janvier 2022 14h00 WAT | Mané 90+7e (pen.) | (0 - 0) |          | Arbitrage : Mario Escobar Arbitre vidéo : Fernando Guerrero | Arbitrage : Mario Escobar Arbitre vidéo : Fernando Guerrero |
| 10 janvier 2022 14h00 WAT | Rapport           |         |          | Arbitrage : Mario Escobar Arbitre vidéo : Fernando Guerrero | Arbitrage : Mario Escobar Arbitre vidéo : Fernando Guerrero |

| Match 4                   | Guinée             | 1 - 0   | Malawi | Stade omnisports de Bafoussam, Bafoussam                   |                                                            |
| 10 janvier 2022 17h00 WAT | ( Kanté) Sylla 35e | (1 - 0) |        | Arbitrage : Daniel Nii Laryea Arbitre vidéo : Victor Gomes | Arbitrage : Daniel Nii Laryea Arbitre vidéo : Victor Gomes |
| 10 janvier 2022 17h00 WAT | Rapport            |         |        | Arbitrage : Daniel Nii Laryea Arbitre vidéo : Victor Gomes | Arbitrage : Daniel Nii Laryea Arbitre vidéo : Victor Gomes |

2e journée
| Match 15                  | Sénégal | 0 - 0   | Guinée | Stade omnisports de Bafoussam, Bafoussam                        |                                                                 |
| 14 janvier 2022 14h00 WAT |         | (0 - 0) |        | Arbitrage : Bamlak Tessema Weyesa Arbitre vidéo : Samir Guezzaz | Arbitrage : Bamlak Tessema Weyesa Arbitre vidéo : Samir Guezzaz |
| 14 janvier 2022 14h00 WAT | Rapport |         |        | Arbitrage : Bamlak Tessema Weyesa Arbitre vidéo : Samir Guezzaz | Arbitrage : Bamlak Tessema Weyesa Arbitre vidéo : Samir Guezzaz |

| Match 16                  | Malawi                             | 2 - 1   | Zimbabwe            | Stade omnisports de Bafoussam, Bafoussam                  |                                                           |
| 14 janvier 2022 17h00 WAT | ( Madinga) Mhango 43e · Mhango 58e | (1 - 1) | 38e Wadi (Bhasera ) | Arbitrage : Beida Dahane Arbitre vidéo : Bouchra Karboubi | Arbitrage : Beida Dahane Arbitre vidéo : Bouchra Karboubi |
| 14 janvier 2022 17h00 WAT | Rapport                            |         |                     | Arbitrage : Beida Dahane Arbitre vidéo : Bouchra Karboubi | Arbitrage : Beida Dahane Arbitre vidéo : Bouchra Karboubi |

3e journée
| Match 27                  | Malawi  | 0 - 0   | Sénégal | Stade omnisports de Bafoussam, Bafoussam                        |                                                                 |
| 18 janvier 2022 17h00 WAT |         | (0 - 0) |         | Arbitrage : Blaise Yuven Ngwa Arbitre vidéo : Mehdi Abid Charef | Arbitrage : Blaise Yuven Ngwa Arbitre vidéo : Mehdi Abid Charef |
| 18 janvier 2022 17h00 WAT | Rapport |         |         | Arbitrage : Blaise Yuven Ngwa Arbitre vidéo : Mehdi Abid Charef | Arbitrage : Blaise Yuven Ngwa Arbitre vidéo : Mehdi Abid Charef |

| Match 28                  | Zimbabwe                           | 2 - 1   | Guinée       | Stade Ahmadou-Ahidjo, Yaoundé                                  |                                                                |
| 18 janvier 2022 17h00 WAT | ( Tigere) Musona 26e · Mahachi 43e | (2 - 0) | 49e N. Keïta | Arbitrage : Salima Mukansanga Arbitre vidéo : Bouchra Karboubi | Arbitrage : Salima Mukansanga Arbitre vidéo : Bouchra Karboubi |
| 18 janvier 2022 17h00 WAT | Rapport                            |         |              | Arbitrage : Salima Mukansanga Arbitre vidéo : Bouchra Karboubi | Arbitrage : Salima Mukansanga Arbitre vidéo : Bouchra Karboubi |

### Groupe C
| Rang | Équipe  | Pts | J | G | N | P | Bp | Bc | Diff |  | Résultats (▼ dom., ► ext.) |     |     |     |     |
| ---- | ------- | --- | - | - | - | - | -- | -- | ---- |  | -------------------------- | --- | --- | --- | --- |
| 1    | Maroc   | 7   | 3 | 2 | 1 | 0 | 5  | 2  | +3   |  | Maroc                      |     | 2-2 | 2-0 | 1-0 |
| 2    | Gabon   | 5   | 3 | 1 | 2 | 0 | 4  | 3  | +1   |  | Gabon                      | 2-2 |     | 1-0 | 1-1 |
| 3    | Comores | 3   | 3 | 1 | 0 | 2 | 3  | 5  | -2   |  | Comores                    | 0-2 | 0-1 |     | 3-2 |
| 4    | Ghana   | 1   | 3 | 0 | 1 | 2 | 3  | 5  | -2   |  | Ghana                      | 0-1 | 1-1 | 2-3 |     |

1re journée
| Match 5                   | Maroc      | 1 - 0   | Ghana | Stade Ahmadou-Ahidjo, Yaoundé                           |                                                         |
| 10 janvier 2022 17h00 WAT | Boufal 83e | (0 - 0) |       | Arbitrage : Joshua Bondo Arbitre vidéo : Haythem Guirat | Arbitrage : Joshua Bondo Arbitre vidéo : Haythem Guirat |
| 10 janvier 2022 17h00 WAT | Rapport    |         |       | Arbitrage : Joshua Bondo Arbitre vidéo : Haythem Guirat | Arbitrage : Joshua Bondo Arbitre vidéo : Haythem Guirat |

| Match 6                   | Comores | 0 - 1   | Gabon                  | Stade Ahmadou-Ahidjo, Yaoundé                           |                                                         |
| 10 janvier 2022 20h00 WAT |         | (0 - 1) | 15e Boupendza (Ameka ) | Arbitrage : Peter Waweru Arbitre vidéo : Mahmoud Ashour | Arbitrage : Peter Waweru Arbitre vidéo : Mahmoud Ashour |
| 10 janvier 2022 20h00 WAT | Rapport |         |                        | Arbitrage : Peter Waweru Arbitre vidéo : Mahmoud Ashour | Arbitrage : Peter Waweru Arbitre vidéo : Mahmoud Ashour |

2e journée
| Match 17                  | Maroc                                  | 2 - 0   | Comores | Stade Ahmadou-Ahidjo, Yaoundé                          |                                                        |
| 14 janvier 2022 17h00 WAT | Amallah 16e · ( Amallah) Aboukhlal 89e | (1 - 0) |         | Arbitrage : Sadok Selmi Arbitre vidéo : Haythem Guirat | Arbitrage : Sadok Selmi Arbitre vidéo : Haythem Guirat |
| 14 janvier 2022 17h00 WAT | Rapport                                |         |         | Arbitrage : Sadok Selmi Arbitre vidéo : Haythem Guirat | Arbitrage : Sadok Selmi Arbitre vidéo : Haythem Guirat |

| Match 18                  | Gabon                  | 1 - 1   | Ghana                 | Stade Ahmadou-Ahidjo, Yaoundé                                  |                                                                |
| 14 janvier 2022 20h00 WAT | ( Kanga) Allevinah 88e | (0 - 1) | 18e A. Ayew (Partey ) | Arbitrage : Lahlou Benbraham Arbitre vidéo : Mehdi Abid Charef | Arbitrage : Lahlou Benbraham Arbitre vidéo : Mehdi Abid Charef |
| 14 janvier 2022 20h00 WAT | Rapport                |         |                       | Arbitrage : Lahlou Benbraham Arbitre vidéo : Mehdi Abid Charef | Arbitrage : Lahlou Benbraham Arbitre vidéo : Mehdi Abid Charef |

3e journée
| Match 29                  | Gabon                                       | 2 - 2   | Maroc                          | Stade Ahmadou-Ahidjo, Yaoundé                          |                                                        |
| 18 janvier 2022 20h00 WAT | ( Amonome) Allevinah 21e · Aguerd 81e (csc) | (1 - 0) | 74e (pen.) Boufal · 84e Hakimi | Arbitrage : Beida Dahane Arbitre vidéo : Janny Sikazwe | Arbitrage : Beida Dahane Arbitre vidéo : Janny Sikazwe |
| 18 janvier 2022 20h00 WAT | Rapport                                     |         |                                | Arbitrage : Beida Dahane Arbitre vidéo : Janny Sikazwe | Arbitrage : Beida Dahane Arbitre vidéo : Janny Sikazwe |

| Match 30                  | Ghana                                      | 2 - 3   | Comores                                                             | Stade Roumdé Adjia, Garoua                                 |                                                            |
| 18 janvier 2022 20h00 WAT | ( Kyereh) Boakye 64e · ( Partey) Djiku 77e | (0 - 1) | 4e Ben (I. Youssouf ) · 61e Mogni (Ben ) · 85e Mogni (B. Youssouf ) | Arbitrage : Boubou Traoré Arbitre vidéo : Mustapha Ghorbal | Arbitrage : Boubou Traoré Arbitre vidéo : Mustapha Ghorbal |
| 18 janvier 2022 20h00 WAT | Rapport                                    |         |                                                                     | Arbitrage : Boubou Traoré Arbitre vidéo : Mustapha Ghorbal | Arbitrage : Boubou Traoré Arbitre vidéo : Mustapha Ghorbal |

### Groupe D
| Rang | Équipe        | Pts | J | G | N | P | Bp | Bc | Diff |  | Résultats (▼ dom., ► ext.) |     |     |     |     |
| ---- | ------------- | --- | - | - | - | - | -- | -- | ---- |  | -------------------------- | --- | --- | --- | --- |
| 1    | Nigeria       | 9   | 3 | 3 | 0 | 0 | 6  | 1  | +5   |  | Nigeria                    |     | 1-0 | 2-0 | 3-1 |
| 2    | Égypte        | 6   | 3 | 2 | 0 | 1 | 2  | 1  | +1   |  | Égypte                     | 0-1 |     | 1-0 | 1-0 |
| 3    | Soudan        | 1   | 3 | 0 | 1 | 2 | 1  | 4  | -3   |  | Soudan                     | 1-3 | 0-1 |     | 0-0 |
| 4    | Guinée-Bissau | 1   | 3 | 0 | 1 | 2 | 0  | 3  | -3   |  | Guinée-Bissau              | 0-2 | 0-1 | 0-0 |     |

1re journée
| Match 8                   | Nigeria                | 1 - 0   | Égypte | Stade Roumdé Adjia, Garoua                                       |                                                                  |
| 11 janvier 2022 17h00 WAT | ( Aribo) Iheanacho 30e | (1 - 0) |        | Arbitrage : Bakary Gassama Arbitre vidéo : Bamlak Tessema Weyesa | Arbitrage : Bakary Gassama Arbitre vidéo : Bamlak Tessema Weyesa |
| 11 janvier 2022 17h00 WAT | Rapport                |         |        | Arbitrage : Bakary Gassama Arbitre vidéo : Bamlak Tessema Weyesa | Arbitrage : Bakary Gassama Arbitre vidéo : Bamlak Tessema Weyesa |

| Match 9                   | Soudan  | 0 - 0   | Guinée-Bissau | Stade Roumdé Adjia, Garoua                           |                                                      |
| 11 janvier 2022 20h00 WAT |         | (0 - 0) |               | Arbitrage : Issa Sy Arbitre vidéo : Lahlou Benbraham | Arbitrage : Issa Sy Arbitre vidéo : Lahlou Benbraham |
| 11 janvier 2022 20h00 WAT | Rapport |         |               | Arbitrage : Issa Sy Arbitre vidéo : Lahlou Benbraham | Arbitrage : Issa Sy Arbitre vidéo : Lahlou Benbraham |

2e journée
| Match 19                  | Nigeria                                         | 3 - 1   | Soudan           | Stade Roumdé Adjia, Garoua                           |                                                      |
| 15 janvier 2022 17h00 WAT | ( Simon) Chukwueze 3e · Awoniyi 45e · Simon 46e | (2 - 0) | 70e (pen.) Khedr | Arbitrage : Victor Gomes Arbitre vidéo : Adil Zourak | Arbitrage : Victor Gomes Arbitre vidéo : Adil Zourak |
| 15 janvier 2022 17h00 WAT | Rapport                                         |         |                  | Arbitrage : Victor Gomes Arbitre vidéo : Adil Zourak | Arbitrage : Victor Gomes Arbitre vidéo : Adil Zourak |

| Match 20                  | Guinée-Bissau | 0 - 1   | Égypte                 | Stade Roumdé Adjia, Garoua                                             |                                                                        |
| 15 janvier 2022 20h00 WAT |               | (0 - 0) | 69e Salah (El Sulaya ) | Arbitrage : Pacifique Ndabihawenimana Arbitre vidéo : Mustapha Ghorbal | Arbitrage : Pacifique Ndabihawenimana Arbitre vidéo : Mustapha Ghorbal |
| 15 janvier 2022 20h00 WAT | Rapport       |         |                        | Arbitrage : Pacifique Ndabihawenimana Arbitre vidéo : Mustapha Ghorbal | Arbitrage : Pacifique Ndabihawenimana Arbitre vidéo : Mustapha Ghorbal |

3e journée
| Match 31                  | Guinée-Bissau | 0 - 2   | Nigeria                                   | Stade Roumdé Adjia, Garoua                              |                                                         |
| 19 janvier 2022 20h00 WAT |               | (0 - 0) | 56e Sadiq (Iheanacho ) · 75e Troost-Ekong | Arbitrage : Peter Waweru Arbitre vidéo : Bakary Gassama | Arbitrage : Peter Waweru Arbitre vidéo : Bakary Gassama |
| 19 janvier 2022 20h00 WAT | Rapport       |         |                                           | Arbitrage : Peter Waweru Arbitre vidéo : Bakary Gassama | Arbitrage : Peter Waweru Arbitre vidéo : Bakary Gassama |

| Match 32                  | Égypte         | 1 - 0   | Soudan | Stade Ahmadou-Ahidjo, Yaoundé                                  |                                                                |
| 19 janvier 2022 20h00 WAT | Abdelmonem 35e | (1 - 0) |        | Arbitrage : Joshua Bondo Arbitre vidéo : Bamlak Tessema Weyesa | Arbitrage : Joshua Bondo Arbitre vidéo : Bamlak Tessema Weyesa |
| 19 janvier 2022 20h00 WAT | Rapport        |         |        | Arbitrage : Joshua Bondo Arbitre vidéo : Bamlak Tessema Weyesa | Arbitrage : Joshua Bondo Arbitre vidéo : Bamlak Tessema Weyesa |

### Groupe E
| Rang | Équipe             | Pts | J | G | N | P | Bp | Bc | Diff |  | Résultats (▼ dom., ► ext.) |     |     |     |     |
| ---- | ------------------ | --- | - | - | - | - | -- | -- | ---- |  | -------------------------- | --- | --- | --- | --- |
| 1    | Côte d'Ivoire      | 7   | 3 | 2 | 1 | 0 | 6  | 3  | +3   |  | Côte d'Ivoire              |     | 1-0 | 2-2 | 3-1 |
| 2    | Guinée équatoriale | 6   | 3 | 2 | 0 | 1 | 2  | 1  | +1   |  | Guinée équatoriale         | 0-1 |     | 1-0 | 1-0 |
| 3    | Sierra Leone       | 2   | 3 | 0 | 2 | 1 | 2  | 3  | -1   |  | Sierra Leone               | 2-2 | 0-1 |     | 0-0 |
| 4    | AlgérieT           | 1   | 3 | 0 | 1 | 2 | 1  | 4  | -3   |  | AlgérieT                   | 1-3 | 0-1 | 0-0 |     |

1re journée
| Match 7                   | Algérie | 0 - 0   | Sierra Leone | Stade de Japoma, Douala                                               |                                                                       |
| 11 janvier 2022 14h00 WAT |         | (0 - 0) |              | Arbitrage : Ahmad Imetehaz Heeralall Arbitre vidéo : Mahmoud El Banna | Arbitrage : Ahmad Imetehaz Heeralall Arbitre vidéo : Mahmoud El Banna |
| 11 janvier 2022 14h00 WAT | Rapport |         |              | Arbitrage : Ahmad Imetehaz Heeralall Arbitre vidéo : Mahmoud El Banna | Arbitrage : Ahmad Imetehaz Heeralall Arbitre vidéo : Mahmoud El Banna |

| Match 12                  | Guinée équatoriale | 0 - 1   | Côte d'Ivoire | Stade de Japoma, Douala                                     |                                                             |
| 12 janvier 2022 20h00 WAT |                    | (0 - 1) | 5e Gradel     | Arbitrage : Redouane Jiyed Arbitre vidéo : Bouchra Karboubi | Arbitrage : Redouane Jiyed Arbitre vidéo : Bouchra Karboubi |
| 12 janvier 2022 20h00 WAT | Rapport            |         |               | Arbitrage : Redouane Jiyed Arbitre vidéo : Bouchra Karboubi | Arbitrage : Redouane Jiyed Arbitre vidéo : Bouchra Karboubi |

2e journée
| Match 23                  | Côte d'Ivoire                            | 2 - 2   | Sierra Leone                                              | Stade de Japoma, Douala                                     |                                                             |
| 16 janvier 2022 17h00 WAT | ( Zaha) Haller 25e · ( Sangaré) Pépé 65e | (1 - 0) | 55e Mu. Kamara (Buya Turay ) · 90+3e A. Kamara (Caulker ) | Arbitrage : Maguette N'Diaye Arbitre vidéo : Bakary Gassama | Arbitrage : Maguette N'Diaye Arbitre vidéo : Bakary Gassama |
| 16 janvier 2022 17h00 WAT | Rapport                                  |         |                                                           | Arbitrage : Maguette N'Diaye Arbitre vidéo : Bakary Gassama | Arbitrage : Maguette N'Diaye Arbitre vidéo : Bakary Gassama |

| Match 24                  | Algérie | 0 - 1   | Guinée équatoriale    | Stade de Japoma, Douala                                     |                                                             |
| 16 janvier 2022 20h00 WAT |         | (0 - 0) | 70e Obiang (Miranda ) | Arbitrage : Mario Escobar Arbitre vidéo : Fernando Guerrero | Arbitrage : Mario Escobar Arbitre vidéo : Fernando Guerrero |
| 16 janvier 2022 20h00 WAT | Rapport |         |                       | Arbitrage : Mario Escobar Arbitre vidéo : Fernando Guerrero | Arbitrage : Mario Escobar Arbitre vidéo : Fernando Guerrero |

3e journée
| Match 33                  | Côte d'Ivoire                                                   | 3 - 1   | Algérie               | Stade de Japoma, Douala                                 |                                                         |
| 20 janvier 2022 17h00 WAT | ( Pépé) Kessié 22e · ( Aurier) Sangaré 39e · ( Haller) Pépé 54e | (2 - 0) | 73e Bendebka (Mandi ) | Arbitrage : Victor Gomes Arbitre vidéo : Haythem Guirat | Arbitrage : Victor Gomes Arbitre vidéo : Haythem Guirat |
| 20 janvier 2022 17h00 WAT | Rapport                                                         |         |                       | Arbitrage : Victor Gomes Arbitre vidéo : Haythem Guirat | Arbitrage : Victor Gomes Arbitre vidéo : Haythem Guirat |

| Match 34                  | Sierra Leone | 0 - 1   | Guinée équatoriale    | Stade de Limbé, Limbé                                                  |                                                                        |
| 20 janvier 2022 17h00 WAT |              | (0 - 1) | 38e Ganet (Salvador ) | Arbitrage : Mohamed Maarouf Eid Mansour Arbitre vidéo : Mahmoud Ashour | Arbitrage : Mohamed Maarouf Eid Mansour Arbitre vidéo : Mahmoud Ashour |
| 20 janvier 2022 17h00 WAT | Rapport      |         |                       | Arbitrage : Mohamed Maarouf Eid Mansour Arbitre vidéo : Mahmoud Ashour | Arbitrage : Mohamed Maarouf Eid Mansour Arbitre vidéo : Mahmoud Ashour |

### Groupe F
| Rang | Équipe     | Pts | J | G | N | P | Bp | Bc | Diff |  | Résultats (▼ dom., ► ext.) |     |     |     |     |
| ---- | ---------- | --- | - | - | - | - | -- | -- | ---- |  | -------------------------- | --- | --- | --- | --- |
| 1    | Mali       | 7   | 3 | 2 | 1 | 0 | 4  | 1  | +3   |  | Mali                       |     | 1-1 | 1-0 | 2-0 |
| 2    | Gambie     | 7   | 3 | 2 | 1 | 0 | 3  | 1  | +2   |  | Gambie                     | 1-1 |     | 1-0 | 1-0 |
| 3    | Tunisie    | 3   | 3 | 1 | 0 | 2 | 4  | 2  | +2   |  | Tunisie                    | 0-1 | 0-1 |     | 4-0 |
| 4    | Mauritanie | 0   | 3 | 0 | 0 | 3 | 0  | 7  | -7   |  | Mauritanie                 | 0-2 | 0-1 | 0-4 |     |

1re journée
Le premier match du groupe F, entre la Tunisie et le Mali, suscite la polémique à la suite du coup de sifflet final de l'arbitre zambien Janny Sikazwe à la 86e minute puis à la 89e minute alors que le Mali menait 1-0 après un pénalty transformé par Ibrahima Koné et un pénalty raté de Wahbi Khazri. De nombreuses sources indiquent que l'arbitre du match aurait été victime d'une insolation.
| Match 10                  | Tunisie | 0 - 1   | Mali               | Stade de Limbé, Limbé                                       |                                                             |
| 12 janvier 2022 14h00 WAT |         | (0 - 0) | 48e (pen.) I. Koné | Arbitrage : Janny Sikazwe Arbitre vidéo : Fernando Guerrero | Arbitrage : Janny Sikazwe Arbitre vidéo : Fernando Guerrero |
| 12 janvier 2022 14h00 WAT | Rapport |         |                    | Arbitrage : Janny Sikazwe Arbitre vidéo : Fernando Guerrero | Arbitrage : Janny Sikazwe Arbitre vidéo : Fernando Guerrero |

| Match 11                  | Mauritanie | 0 - 1   | Gambie                      | Stade de Limbé, Limbé                                        |                                                              |
| 12 janvier 2022 17h00 WAT |            | (0 - 1) | 10e A. Jallow (Mu. Barrow ) | Arbitrage : Bernard Camille Arbitre vidéo : Mustapha Ghorbal | Arbitrage : Bernard Camille Arbitre vidéo : Mustapha Ghorbal |
| 12 janvier 2022 17h00 WAT | Rapport    |         |                             | Arbitrage : Bernard Camille Arbitre vidéo : Mustapha Ghorbal | Arbitrage : Bernard Camille Arbitre vidéo : Mustapha Ghorbal |

2e journée
| Match 21                  | Gambie                | 1 - 1   | Mali               | Stade de Limbé, Limbé                                    |                                                          |
| 16 janvier 2022 14h00 WAT | Mu. Barrow 90e (pen.) | (0 - 0) | 79e (pen.) I. Koné | Arbitrage : Samir Guezzaz Arbitre vidéo : Redouane Jiyed | Arbitrage : Samir Guezzaz Arbitre vidéo : Redouane Jiyed |
| 16 janvier 2022 14h00 WAT | Rapport               |         |                    | Arbitrage : Samir Guezzaz Arbitre vidéo : Redouane Jiyed | Arbitrage : Samir Guezzaz Arbitre vidéo : Redouane Jiyed |

| Match 22                  | Tunisie                                                                   | 4 - 0   | Mauritanie | Stade de Limbé, Limbé                                       |                                                             |
| 16 janvier 2022 17h00 WAT | Mathlouthi 4e · Khazri 8e · ( Chaalali) Khazri 64e · ( Khazri) Jaziri 66e | (2 - 0) |            | Arbitrage : Mahmoud El Banna Arbitre vidéo : Mahmoud Ashour | Arbitrage : Mahmoud El Banna Arbitre vidéo : Mahmoud Ashour |
| 16 janvier 2022 17h00 WAT | Rapport                                                                   |         |            | Arbitrage : Mahmoud El Banna Arbitre vidéo : Mahmoud Ashour | Arbitrage : Mahmoud El Banna Arbitre vidéo : Mahmoud Ashour |

3e journée
| Match 35                  | Gambie                        | 1 - 0   | Tunisie | Stade de Limbé, Limbé                                          |                                                                |
| 20 janvier 2022 20h00 WAT | ( Mu. Barrow) A. Jallow 90+3e | (0 - 0) |         | Arbitrage : Fernando Guerrero Arbitre vidéo : Lahlou Benbraham | Arbitrage : Fernando Guerrero Arbitre vidéo : Lahlou Benbraham |
| 20 janvier 2022 20h00 WAT | Rapport                       |         |         | Arbitrage : Fernando Guerrero Arbitre vidéo : Lahlou Benbraham | Arbitrage : Fernando Guerrero Arbitre vidéo : Lahlou Benbraham |

| Match 36                  | Mali                                          | 2 - 0   | Mauritanie | Stade de Japoma, Douala                                 |                                                         |
| 20 janvier 2022 20h00 WAT | ( Doumbia) M. Haïdara 2e · I. Koné 49e (pen.) | (1 - 0) |            | Arbitrage : Bernard Camille Arbitre vidéo : Adil Zourak | Arbitrage : Bernard Camille Arbitre vidéo : Adil Zourak |
| 20 janvier 2022 20h00 WAT | Rapport                                       |         |            | Arbitrage : Bernard Camille Arbitre vidéo : Adil Zourak | Arbitrage : Bernard Camille Arbitre vidéo : Adil Zourak |

### Meilleurs troisièmes

#### Classement
Quatre équipes classées troisièmes de leur poule sont repêchées pour compléter le tableau des huitièmes de finale. Pour désigner les quatre meilleurs troisièmes (parmi les six au total), un classement est effectué en comparant les résultats dans leur groupe respectif de chacune des équipes.
| Rang | Équipe                | Pts | J | G | N | P | Bp | Bc | Diff |
| ---- | --------------------- | --- | - | - | - | - | -- | -- | ---- |
| 1    | Cap-Vert (Grp. A)     | 4   | 3 | 1 | 1 | 1 | 2  | 2  | 0    |
| 1    | Malawi (Grp. B)       | 4   | 3 | 1 | 1 | 1 | 2  | 2  | 0    |
| 3    | Tunisie (Grp. F)      | 3   | 3 | 1 | 0 | 2 | 4  | 2  | +2   |
| 4    | Comores (Grp. C)      | 3   | 3 | 1 | 0 | 2 | 3  | 5  | -2   |
| 5    | Sierra Leone (Grp. E) | 2   | 3 | 0 | 2 | 1 | 2  | 3  | -1   |
| 6    | Soudan (Grp. D)       | 1   | 3 | 0 | 1 | 2 | 1  | 4  | -3   |

     Équipe qualifiée

## Phase à élimination directe
|  | Huitièmes de finale                                        | Huitièmes de finale                                  |              |                                                | Quarts de finale                               | Quarts de finale                             |   |  | Demi-finales                                   | Demi-finales                                   |  |  | Finale                                               | Finale                                               |
|  | Huitièmes de finale                                        | Huitièmes de finale                                  |              |                                                | Quarts de finale                               | Quarts de finale                             |   |  | Demi-finales                                   | Demi-finales                                   |  |  | Finale                                               | Finale                                               |
|  |                                                            |                                                      |              |                                                |                                                |                                              |   |  |                                                |                                                |  |  |                                                      |                                                      |
|  | 23 janvier 2022 - Stade de Limbé, Limbé                    | 23 janvier 2022 - Stade de Limbé, Limbé              |              |                                                | 29 janvier 2022 - Stade Roumdé Adjia, Garoua   | 29 janvier 2022 - Stade Roumdé Adjia, Garoua |   |  | 2 février 2022 - Stade Ahmadou-Ahidjo, Yaoundé | 2 février 2022 - Stade Ahmadou-Ahidjo, Yaoundé |  |  | 6 février 2022 - Stade de football d'Olembe, Yaoundé | 6 février 2022 - Stade de football d'Olembe, Yaoundé |
|  | 23 janvier 2022 - Stade de Limbé, Limbé                    | 23 janvier 2022 - Stade de Limbé, Limbé              |              |                                                | 29 janvier 2022 - Stade Roumdé Adjia, Garoua   | 29 janvier 2022 - Stade Roumdé Adjia, Garoua |   |  | 2 février 2022 - Stade Ahmadou-Ahidjo, Yaoundé | 2 février 2022 - Stade Ahmadou-Ahidjo, Yaoundé |  |  | 6 février 2022 - Stade de football d'Olembe, Yaoundé | 6 février 2022 - Stade de football d'Olembe, Yaoundé |
|  | Burkina Faso                                               | 1 tab(7)                                             |              |                                                | 29 janvier 2022 - Stade Roumdé Adjia, Garoua   | 29 janvier 2022 - Stade Roumdé Adjia, Garoua |   |  | 2 février 2022 - Stade Ahmadou-Ahidjo, Yaoundé | 2 février 2022 - Stade Ahmadou-Ahidjo, Yaoundé |  |  | 6 février 2022 - Stade de football d'Olembe, Yaoundé | 6 février 2022 - Stade de football d'Olembe, Yaoundé |
|  | Burkina Faso                                               | 1 tab(7)                                             |              |                                                | 29 janvier 2022 - Stade Roumdé Adjia, Garoua   | 29 janvier 2022 - Stade Roumdé Adjia, Garoua |   |  | 2 février 2022 - Stade Ahmadou-Ahidjo, Yaoundé | 2 février 2022 - Stade Ahmadou-Ahidjo, Yaoundé |  |  | 6 février 2022 - Stade de football d'Olembe, Yaoundé | 6 février 2022 - Stade de football d'Olembe, Yaoundé |
|  | Gabon                                                      | 1ap (6)                                              |              |                                                | 29 janvier 2022 - Stade Roumdé Adjia, Garoua   | 29 janvier 2022 - Stade Roumdé Adjia, Garoua |   |  | 2 février 2022 - Stade Ahmadou-Ahidjo, Yaoundé | 2 février 2022 - Stade Ahmadou-Ahidjo, Yaoundé |  |  | 6 février 2022 - Stade de football d'Olembe, Yaoundé | 6 février 2022 - Stade de football d'Olembe, Yaoundé |
|  | Gabon                                                      | 1ap (6)                                              | Burkina Faso | 1                                              |                                                |                                              |   |  | 2 février 2022 - Stade Ahmadou-Ahidjo, Yaoundé | 2 février 2022 - Stade Ahmadou-Ahidjo, Yaoundé |  |  | 6 février 2022 - Stade de football d'Olembe, Yaoundé | 6 février 2022 - Stade de football d'Olembe, Yaoundé |
|  | 24 janvier 2022 - Stade Roumdé Adjia, Garoua               |                                                      | Burkina Faso | 1                                              |                                                |                                              |   |  | 2 février 2022 - Stade Ahmadou-Ahidjo, Yaoundé | 2 février 2022 - Stade Ahmadou-Ahidjo, Yaoundé |  |  | 6 février 2022 - Stade de football d'Olembe, Yaoundé | 6 février 2022 - Stade de football d'Olembe, Yaoundé |
|  |                                                            | Tunisie                                              | 0            |                                                |                                                |                                              |   |  | 2 février 2022 - Stade Ahmadou-Ahidjo, Yaoundé | 2 février 2022 - Stade Ahmadou-Ahidjo, Yaoundé |  |  | 6 février 2022 - Stade de football d'Olembe, Yaoundé | 6 février 2022 - Stade de football d'Olembe, Yaoundé |
|  | Nigeria                                                    | Tunisie                                              | 0            | 0                                              |                                                |                                              |   |  | 2 février 2022 - Stade Ahmadou-Ahidjo, Yaoundé | 2 février 2022 - Stade Ahmadou-Ahidjo, Yaoundé |  |  | 6 février 2022 - Stade de football d'Olembe, Yaoundé | 6 février 2022 - Stade de football d'Olembe, Yaoundé |
|  | Nigeria                                                    | 30 janvier 2022 - Stade Ahmadou-Ahidjo, Yaoundé      |              | 0                                              |                                                |                                              |   |  | 2 février 2022 - Stade Ahmadou-Ahidjo, Yaoundé | 2 février 2022 - Stade Ahmadou-Ahidjo, Yaoundé |  |  | 6 février 2022 - Stade de football d'Olembe, Yaoundé | 6 février 2022 - Stade de football d'Olembe, Yaoundé |
|  | Tunisie                                                    | 1                                                    |              |                                                |                                                |                                              |   |  | 2 février 2022 - Stade Ahmadou-Ahidjo, Yaoundé | 2 février 2022 - Stade Ahmadou-Ahidjo, Yaoundé |  |  | 6 février 2022 - Stade de football d'Olembe, Yaoundé | 6 février 2022 - Stade de football d'Olembe, Yaoundé |
|  | Tunisie                                                    | 1                                                    | Burkina Faso | 1                                              |                                                |                                              |   |  |                                                |                                                |  |  | 6 février 2022 - Stade de football d'Olembe, Yaoundé | 6 février 2022 - Stade de football d'Olembe, Yaoundé |
|  | 25 janvier 2022 - Stade omnisports de Bafoussam, Bafoussam |                                                      | Burkina Faso | 1                                              |                                                |                                              |   |  |                                                |                                                |  |  | 6 février 2022 - Stade de football d'Olembe, Yaoundé | 6 février 2022 - Stade de football d'Olembe, Yaoundé |
|  |                                                            | Sénégal                                              | 3            |                                                |                                                |                                              |   |  |                                                |                                                |  |  | 6 février 2022 - Stade de football d'Olembe, Yaoundé | 6 février 2022 - Stade de football d'Olembe, Yaoundé |
|  | Sénégal                                                    | Sénégal                                              | 3            | 2                                              |                                                |                                              |   |  |                                                |                                                |  |  | 6 février 2022 - Stade de football d'Olembe, Yaoundé | 6 février 2022 - Stade de football d'Olembe, Yaoundé |
|  | Sénégal                                                    | 3 février 2022 - Stade de football d'Olembe, Yaoundé |              | 2                                              |                                                |                                              |   |  |                                                |                                                |  |  | 6 février 2022 - Stade de football d'Olembe, Yaoundé | 6 février 2022 - Stade de football d'Olembe, Yaoundé |
|  | Cap-Vert                                                   | 0                                                    |              |                                                |                                                |                                              |   |  |                                                |                                                |  |  | 6 février 2022 - Stade de football d'Olembe, Yaoundé | 6 février 2022 - Stade de football d'Olembe, Yaoundé |
|  | Cap-Vert                                                   | 0                                                    | Sénégal      | 3                                              |                                                |                                              |   |  |                                                |                                                |  |  | 6 février 2022 - Stade de football d'Olembe, Yaoundé | 6 février 2022 - Stade de football d'Olembe, Yaoundé |
|  | 26 janvier 2022 - Stade de Limbé                           |                                                      | Sénégal      | 3                                              |                                                |                                              |   |  |                                                |                                                |  |  | 6 février 2022 - Stade de football d'Olembe, Yaoundé | 6 février 2022 - Stade de football d'Olembe, Yaoundé |
|  |                                                            | Guinée équatoriale                                   | 1            |                                                |                                                |                                              |   |  |                                                |                                                |  |  | 6 février 2022 - Stade de football d'Olembe, Yaoundé | 6 février 2022 - Stade de football d'Olembe, Yaoundé |
|  | Mali                                                       | Guinée équatoriale                                   | 1            | 0ap (5)                                        |                                                |                                              |   |  |                                                |                                                |  |  | 6 février 2022 - Stade de football d'Olembe, Yaoundé | 6 février 2022 - Stade de football d'Olembe, Yaoundé |
|  | Mali                                                       | 29 janvier 2022 - Stade de Japoma, Douala            |              | 0ap (5)                                        |                                                |                                              |   |  |                                                |                                                |  |  | 6 février 2022 - Stade de football d'Olembe, Yaoundé | 6 février 2022 - Stade de football d'Olembe, Yaoundé |
|  | Guinée équatoriale                                         | 0 tab(6)                                             |              |                                                |                                                |                                              |   |  |                                                |                                                |  |  | 6 février 2022 - Stade de football d'Olembe, Yaoundé | 6 février 2022 - Stade de football d'Olembe, Yaoundé |
|  | Guinée équatoriale                                         | 0 tab(6)                                             | Sénégal      | 0 tab(4)                                       |                                                |                                              |   |  |                                                |                                                |  |  |                                                      |                                                      |
|  | 24 janvier 2022 - Stade de football d'Olembe, Yaoundé      |                                                      | Sénégal      | 0 tab(4)                                       |                                                |                                              |   |  |                                                |                                                |  |  |                                                      |                                                      |
|  |                                                            | Égypte                                               | 0ap (2)      |                                                |                                                |                                              |   |  |                                                |                                                |  |  |                                                      |                                                      |
|  | Cameroun                                                   | Égypte                                               | 0ap (2)      | 2                                              |                                                |                                              |   |  |                                                |                                                |  |  |                                                      |                                                      |
|  | Cameroun                                                   |                                                      |              | 2                                              |                                                |                                              |   |  |                                                |                                                |  |  |                                                      |                                                      |
|  | Comores                                                    | 1                                                    |              |                                                |                                                |                                              |   |  |                                                |                                                |  |  |                                                      |                                                      |
|  | Comores                                                    | 1                                                    | Cameroun     | 2                                              |                                                |                                              |   |  |                                                |                                                |  |  |                                                      |                                                      |
|  | 24 janvier 2022 - Stade omnisports de Bafoussam, Bafoussam |                                                      | Cameroun     | 2                                              |                                                |                                              |   |  |                                                |                                                |  |  |                                                      |                                                      |
|  |                                                            | Gambie                                               | 0            |                                                |                                                |                                              |   |  |                                                |                                                |  |  |                                                      |                                                      |
|  | Guinée                                                     | Gambie                                               | 0            | 0                                              |                                                |                                              |   |  |                                                |                                                |  |  |                                                      |                                                      |
|  | Guinée                                                     | 30 janvier 2022 - Stade Ahmadou-Ahidjo, Yaoundé      |              | 0                                              |                                                |                                              |   |  |                                                |                                                |  |  |                                                      |                                                      |
|  | Gambie                                                     | 1                                                    |              |                                                |                                                |                                              |   |  |                                                |                                                |  |  |                                                      |                                                      |
|  | Gambie                                                     | 1                                                    | Cameroun     | 0ap (1)                                        |                                                |                                              |   |  |                                                |                                                |  |  |                                                      |                                                      |
|  | 26 janvier 2022 - Stade de Japoma, Douala                  |                                                      | Cameroun     | 0ap (1)                                        |                                                |                                              |   |  |                                                |                                                |  |  |                                                      |                                                      |
|  |                                                            | Égypte                                               | 0 tab(3)     |                                                |                                                |                                              |   |  |                                                |                                                |  |  |                                                      |                                                      |
|  | Côte d'Ivoire                                              | Égypte                                               | 0 tab(3)     | 0ap (4)                                        |                                                |                                              |   |  |                                                |                                                |  |  |                                                      |                                                      |
|  | Côte d'Ivoire                                              |                                                      |              | 0ap (4)                                        |                                                |                                              |   |  |                                                |                                                |  |  |                                                      |                                                      |
|  | Égypte                                                     | 0 tab(5)                                             |              | Match pour la 3e place                         | Match pour la 3e place                         |                                              |   |  |                                                |                                                |  |  |                                                      |                                                      |
|  | Égypte                                                     | 0 tab(5)                                             | Égypte       | Match pour la 3e place                         | Match pour la 3e place                         | 2 ap                                         |   |  |                                                |                                                |  |  |                                                      |                                                      |
|  | 25 janvier 2022 - Stade Ahmadou-Ahidjo, Yaoundé            | 25 janvier 2022 - Stade Ahmadou-Ahidjo, Yaoundé      | Égypte       | 5 février 2022 - Stade Ahmadou-Ahidjo, Yaoundé | 5 février 2022 - Stade Ahmadou-Ahidjo, Yaoundé | 2 ap                                         |   |  |                                                |                                                |  |  |                                                      |                                                      |
|  | 25 janvier 2022 - Stade Ahmadou-Ahidjo, Yaoundé            | 25 janvier 2022 - Stade Ahmadou-Ahidjo, Yaoundé      |              | 5 février 2022 - Stade Ahmadou-Ahidjo, Yaoundé | 5 février 2022 - Stade Ahmadou-Ahidjo, Yaoundé | Maroc                                        | 1 |  |                                                |                                                |  |  |                                                      |                                                      |
|  | Maroc                                                      | 2                                                    | Burkina Faso | 3 (3)                                          |                                                | Maroc                                        | 1 |  |                                                |                                                |  |  |                                                      |                                                      |
|  | Maroc                                                      | 2                                                    | Burkina Faso | 3 (3)                                          |                                                |                                              |   |  |                                                |                                                |  |  |                                                      |                                                      |
|  | Malawi                                                     | 1                                                    |              | Cameroun                                       | 3 tab(5)                                       |                                              |   |  |                                                |                                                |  |  |                                                      |                                                      |
|  | Malawi                                                     | 1                                                    |              | Cameroun                                       | 3 tab(5)                                       |                                              |   |  |                                                |                                                |  |  |                                                      |                                                      |

### Huitièmes de finale
| Match 37                  | Burkina Faso                                                                                    | 1 - 1 a. p.           | Gabon                                                                                 | Stade de Limbé, Limbé                                  |                                                        |
| 23 janvier 2022 17h00 WAT | ( Da. Ouattara) B. Traoré 28e                                                                   | (1 - 0, 1 - 1, 1 - 1) | 90+1e (csc) Guira                                                                     | Arbitrage : Redouane Jiyed Arbitre vidéo : Adil Zourak | Arbitrage : Redouane Jiyed Arbitre vidéo : Adil Zourak |
| 23 janvier 2022 17h00 WAT | Rapport                                                                                         |                       |                                                                                       | Arbitrage : Redouane Jiyed Arbitre vidéo : Adil Zourak | Arbitrage : Redouane Jiyed Arbitre vidéo : Adil Zourak |
| 23 janvier 2022 17h00 WAT | Kaboré · S. Ouattara · E. Tapsoba · Simporé · Yago · Guira · Konaté · A. Tapsoba · I. Ouédraogo | Tirs au but 7 - 6     | Bouanga · Méyé · Boupendza · Kanga · Poko · Ecuele Manga · Ameka · N'Gakoutou · Palun | Arbitrage : Redouane Jiyed Arbitre vidéo : Adil Zourak | Arbitrage : Redouane Jiyed Arbitre vidéo : Adil Zourak |

| Match 38                  | Nigeria | 0 - 1   | Tunisie              | Stade Roumdé Adjia, Garoua                                     |                                                                |
| 23 janvier 2022 20h00 WAT |         | (0 - 0) | 47e Msakni (Dräger ) | Arbitrage : Maguette N'Diaye Arbitre vidéo : Fernando Guerrero | Arbitrage : Maguette N'Diaye Arbitre vidéo : Fernando Guerrero |
| 23 janvier 2022 20h00 WAT | Rapport |         |                      | Arbitrage : Maguette N'Diaye Arbitre vidéo : Fernando Guerrero | Arbitrage : Maguette N'Diaye Arbitre vidéo : Fernando Guerrero |

| Match 39                  | Guinée  | 0 - 1   | Gambie                 | Stade omnisports de Bafoussam, Bafoussam                     |                                                              |
| 24 janvier 2022 17h00 WAT |         | (0 - 0) | 71e Mu. Barrow (Bobb ) | Arbitrage : Amin Omar Arbitre vidéo : Mahmoud Mohamed Ashour | Arbitrage : Amin Omar Arbitre vidéo : Mahmoud Mohamed Ashour |
| 24 janvier 2022 17h00 WAT | Rapport |         |                        | Arbitrage : Amin Omar Arbitre vidéo : Mahmoud Mohamed Ashour | Arbitrage : Amin Omar Arbitre vidéo : Mahmoud Mohamed Ashour |

| Match 40                  | Cameroun                                               | 2 - 1   | Comores           | Stade de football d'Olembe, Yaoundé                                |                                                                    |
| 24 janvier 2022 20h00 WAT | ( Aboubakar) Toko-Ekambi 29e · ( Hongla) Aboubakar 70e | (1 - 0) | 81e Y. M'Changama | Arbitrage : Bamlak Tessema Weyesa Arbitre vidéo : Maguette N'Diaye | Arbitrage : Bamlak Tessema Weyesa Arbitre vidéo : Maguette N'Diaye |
| 24 janvier 2022 20h00 WAT | Rapport                                                |         |                   | Arbitrage : Bamlak Tessema Weyesa Arbitre vidéo : Maguette N'Diaye | Arbitrage : Bamlak Tessema Weyesa Arbitre vidéo : Maguette N'Diaye |

| Match 41                  | Sénégal                            | 2 - 0   | Cap-Vert | Stade omnisports de Bafoussam, Bafoussam                       |                                                                |
| 25 janvier 2022 17h00 WAT | Mané 63e · ( Diédhiou) Dieng 90+2e | (0 - 0) |          | Arbitrage : Lahlou Benbraham Arbitre vidéo : Mehdi Abid Charef | Arbitrage : Lahlou Benbraham Arbitre vidéo : Mehdi Abid Charef |
| 25 janvier 2022 17h00 WAT | Rapport                            |         |          | Arbitrage : Lahlou Benbraham Arbitre vidéo : Mehdi Abid Charef | Arbitrage : Lahlou Benbraham Arbitre vidéo : Mehdi Abid Charef |

| Match 42                  | Maroc                                   | 2 - 1   | Malawi             | Stade Ahmadou-Ahidjo, Yaoundé                                        |                                                                      |
| 25 janvier 2022 20h00 WAT | ( Amallah) En-Nesyri 45+2e · Hakimi 70e | (1 - 1) | 7e Mhango (Banda ) | Arbitrage : Pacifique Ndabihawenimana Arbitre vidéo : Haythem Guirat | Arbitrage : Pacifique Ndabihawenimana Arbitre vidéo : Haythem Guirat |
| 25 janvier 2022 20h00 WAT | Rapport                                 |         |                    | Arbitrage : Pacifique Ndabihawenimana Arbitre vidéo : Haythem Guirat | Arbitrage : Pacifique Ndabihawenimana Arbitre vidéo : Haythem Guirat |

| Match 43                  | Côte d'Ivoire                           | 0 - 0 a. p.           | Égypte                                        | Stade de Japoma, Douala                                                     |                                                                             |
| 26 janvier 2022 17h00 WAT |                                         | (0 - 0, 0 - 0, 0 - 0) |                                               | Arbitrage : Jean Jacques Ndala Ngambo Arbitre vidéo : Bamlak Tessema Weyesa | Arbitrage : Jean Jacques Ndala Ngambo Arbitre vidéo : Bamlak Tessema Weyesa |
| 26 janvier 2022 17h00 WAT | Rapport                                 |                       |                                               | Arbitrage : Jean Jacques Ndala Ngambo Arbitre vidéo : Bamlak Tessema Weyesa | Arbitrage : Jean Jacques Ndala Ngambo Arbitre vidéo : Bamlak Tessema Weyesa |
| 26 janvier 2022 17h00 WAT | Pépé · Sangaré · Bailly · Cornet · Zaha | Tirs au but 4 - 5     | Zizo · El Sulaya · Kamal · Abdelmonem · Salah | Arbitrage : Jean Jacques Ndala Ngambo Arbitre vidéo : Bamlak Tessema Weyesa | Arbitrage : Jean Jacques Ndala Ngambo Arbitre vidéo : Bamlak Tessema Weyesa |

| Match 44                  | Mali                                                                             | 0 - 0 a. p.           | Guinée équatoriale                                              | Stade de Limbé, Limbé                                  |                                                        |
| 26 janvier 2022 20h00 WAT |                                                                                  | (0 - 0, 0 - 0, 0 - 0) |                                                                 | Arbitrage : Bakary Gassama Arbitre vidéo : Adil Zourak | Arbitrage : Bakary Gassama Arbitre vidéo : Adil Zourak |
| 26 janvier 2022 20h00 WAT | Rapport                                                                          |                       |                                                                 | Arbitrage : Bakary Gassama Arbitre vidéo : Adil Zourak | Arbitrage : Bakary Gassama Arbitre vidéo : Adil Zourak |
| 26 janvier 2022 20h00 WAT | A. N. Traoré · Djenepo · M. Haïdara · H. Traoré · Touré · Dieng · Camara · Sacko | Tirs au but 5 - 6     | Nsue · Belima · Akapo · Buyla · Ganet · Coco · Salvador · Eneme | Arbitrage : Bakary Gassama Arbitre vidéo : Adil Zourak | Arbitrage : Bakary Gassama Arbitre vidéo : Adil Zourak |

### Quarts de finale
| Match 45                  | Gambie  | 0 - 2   | Cameroun                                           | Stade de Japoma, Douala                                              |                                                                      |
| 29 janvier 2022 17h00 WAT |         | (0 - 0) | 50e Toko-Ekambi (Fai ) · 57e Toko-Ekambi (Hongla ) | Arbitrage : Pacifique Ndabihawenimana Arbitre vidéo : Haythem Guirat | Arbitrage : Pacifique Ndabihawenimana Arbitre vidéo : Haythem Guirat |
| 29 janvier 2022 17h00 WAT | Rapport |         |                                                    | Arbitrage : Pacifique Ndabihawenimana Arbitre vidéo : Haythem Guirat | Arbitrage : Pacifique Ndabihawenimana Arbitre vidéo : Haythem Guirat |

| Match 46                  | Burkina Faso                | 1 - 0   | Tunisie | Stade Roumdé Adjia, Garoua                              |                                                         |
| 29 janvier 2022 20h00 WAT | ( Touré) Da. Ouattara 45+3e | (1 - 0) |         | Arbitrage : Joshua Bondo Arbitre vidéo : Redouane Jiyed | Arbitrage : Joshua Bondo Arbitre vidéo : Redouane Jiyed |
| 29 janvier 2022 20h00 WAT | Rapport                     |         |         | Arbitrage : Joshua Bondo Arbitre vidéo : Redouane Jiyed | Arbitrage : Joshua Bondo Arbitre vidéo : Redouane Jiyed |

| Match 47                  | Égypte                              | 2 - 1 a. p.           | Maroc            | Stade Ahmadou-Ahidjo, Yaoundé                                  |                                                                |
| 30 janvier 2022 16h00 WAT | Salah 53e · ( Salah) Trézéguet 100e | (0 - 1, 1 - 1, 2 - 1) | 7e (pen.) Boufal | Arbitrage : Maguette N'Diaye Arbitre vidéo : Fernando Guerrero | Arbitrage : Maguette N'Diaye Arbitre vidéo : Fernando Guerrero |
| 30 janvier 2022 16h00 WAT | Rapport                             |                       |                  | Arbitrage : Maguette N'Diaye Arbitre vidéo : Fernando Guerrero | Arbitrage : Maguette N'Diaye Arbitre vidéo : Fernando Guerrero |

| Match 48                  | Sénégal                                                  | 3 - 1   | Guinée équatoriale | Stade Ahmadou-Ahidjo, Yaoundé                                   |                                                                 |
| 30 janvier 2022 20h00 WAT | ( Mané) Diédhiou 28e · Kouyaté 68e · ( Ciss) I. Sarr 79e | (1 - 0) | 57e Buyla (Ganet ) | Arbitrage : Victor Gomes Arbitre vidéo : Mahmoud Mohamed Ashour | Arbitrage : Victor Gomes Arbitre vidéo : Mahmoud Mohamed Ashour |
| 30 janvier 2022 20h00 WAT | Rapport                                                  |         |                    | Arbitrage : Victor Gomes Arbitre vidéo : Mahmoud Mohamed Ashour | Arbitrage : Victor Gomes Arbitre vidéo : Mahmoud Mohamed Ashour |

### Demi-finales
| Match 49                 | Burkina Faso        | 1 - 3   | Sénégal                                                        | Stade Ahmadou-Ahidjo, Yaoundé                                    |                                                                  |
| 2 février 2022 20h00 WAT | (Kaboré ) Touré 82e | (0 - 0) | 70e Diallo (Koulibaly ) · 76e Gueye (Mané ) · 87e Mané (Sarr ) | Arbitrage : Bamlak Tessema Weyesa Arbitre vidéo : Redouane Jiyed | Arbitrage : Bamlak Tessema Weyesa Arbitre vidéo : Redouane Jiyed |
| 2 février 2022 20h00 WAT | Rapport             |         |                                                                | Arbitrage : Bamlak Tessema Weyesa Arbitre vidéo : Redouane Jiyed | Arbitrage : Bamlak Tessema Weyesa Arbitre vidéo : Redouane Jiyed |

| Match 50                 | Cameroun                                 | 0 - 0 a. p.           | Égypte                      | Stade de football d'Olembe, Yaoundé                       |                                                           |
| 3 février 2022 20h00 WAT |                                          | (0 - 0, 0 - 0, 0 - 0) |                             | Arbitrage : Bakary Gassama Arbitre vidéo : Haythem Guirat | Arbitrage : Bakary Gassama Arbitre vidéo : Haythem Guirat |
| 3 février 2022 20h00 WAT | Rapport                                  |                       |                             | Arbitrage : Bakary Gassama Arbitre vidéo : Haythem Guirat | Arbitrage : Bakary Gassama Arbitre vidéo : Haythem Guirat |
| 3 février 2022 20h00 WAT | Aboubakar · Moukoudi · Léa-Siliki · Njie | Tirs au but 1 - 3     | Zizo · Abdelmonem · Lasheen | Arbitrage : Bakary Gassama Arbitre vidéo : Haythem Guirat | Arbitrage : Bakary Gassama Arbitre vidéo : Haythem Guirat |

### Troisième place
À la 24e minute, Issa Kaboré réalise un centre précis depuis l'aile vers Steeve Yago, qui se trouve dans une position proche du but. Ce dernier, démarqué par la défense adverse, conclut d'une frappe au-dessus d'André Onana, ouvrant ainsi le score en faveur du Burkina Faso, portant le tableau d'affichage à 1-0 en leur faveur.
Peu avant la mi-temps, à la 43e minute, de nouveau Issa Kaboré, toujours en mouvement, parvient à centrer depuis l'aile malgré une perte momentanée de contrôle du ballon. Son centre, bien que non cadré, trompe involontairement André Onana, le gardien camerounais, qui propulse malencontreusement le ballon dans son propre filet, portant le score à 2-0 en faveur du Burkina Faso.
Au retour des vestiaires, à la 49e minute, Bertrand Traoré délivre un centre millimétré dans la surface de réparation adverse, trouvant la tête de Djibril Ouattara, qui envoie le ballon dans le filet, portant ainsi l'avantage du Burkina Faso à 3-0.
Malgré cette avance confortable, le Cameroun parvient à réduire l'écart à la 71e minute grâce à Stéphane Bahoken, qui reprend de volée un corner ajusté de Moumi Ngamaleu, portant ainsi le score à 3-1.
À la 85e minute, le capitaine Vincent Aboubakar profite d'un autre corner de Ngamaleu pour placer une tête qui trompe Farid Ouédraogo, ramenant ainsi le score à 3-2.
Le troisième but est marqué à la 87e minute, lorsqu'un centre provenant de la défense camerounaise arrive dans la surface de réparation burkinabée où le gardien Farid Ouédraogo relâche le ballon, Vincent Aboubakar le récupère et l'envoie dans le but vide.
| Match 51                 | Burkina Faso                                     | 3 - 3             | Cameroun                                            | Stade Ahmadou-Ahidjo, Yaoundé                             |                                                           |
| 5 février 2022 20h00 WAT | Yago 24e · A. Onana 43e (csc) · Dj. Ouattara 49e | (2 - 0)           | 71e Bahoken · 85e 87e Aboubakar                     | Arbitrage : Redouane Jiyed Arbitre vidéo : Haythem Guirat | Arbitrage : Redouane Jiyed Arbitre vidéo : Haythem Guirat |
| 5 février 2022 20h00 WAT | Rapport                                          |                   |                                                     | Arbitrage : Redouane Jiyed Arbitre vidéo : Haythem Guirat | Arbitrage : Redouane Jiyed Arbitre vidéo : Haythem Guirat |
| 5 février 2022 20h00 WAT | Kaboré · S. Ouattara · Touré · Yago              | Tirs au but 3 - 5 | Aboubakar · Ngamaleu · Toko-Ekambi · Kunde · Oyongo | Arbitrage : Redouane Jiyed Arbitre vidéo : Haythem Guirat | Arbitrage : Redouane Jiyed Arbitre vidéo : Haythem Guirat |

### Finale
| Match 52                 | Sénégal                                  | 0 - 0 a. p.           | Égypte                               | Stade de football d'Olembe, Yaoundé                  |                                                      |
| 6 février 2022 20h00 WAT |                                          | (0 - 0, 0 - 0, 0 - 0) |                                      | Arbitrage : Victor Gomes Arbitre vidéo : Adil Zourak | Arbitrage : Victor Gomes Arbitre vidéo : Adil Zourak |
| 6 février 2022 20h00 WAT | Rapport                                  |                       |                                      | Arbitrage : Victor Gomes Arbitre vidéo : Adil Zourak | Arbitrage : Victor Gomes Arbitre vidéo : Adil Zourak |
| 6 février 2022 20h00 WAT | Koulibaly · Diallo · Sarr · Dieng · Mané | Tirs au but 4 - 2     | Sayed · Abdelmonem · Hamdy · Lasheen | Arbitrage : Victor Gomes Arbitre vidéo : Adil Zourak | Arbitrage : Victor Gomes Arbitre vidéo : Adil Zourak |

## Bilan des équipes - classement final

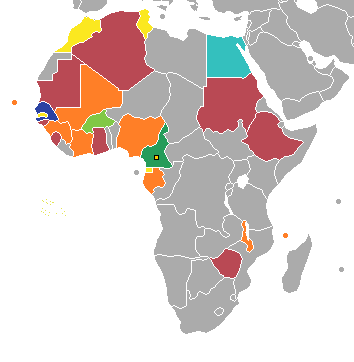
Carte de l'Afrique en fonction du stade de la compétition atteint par les différents pays participants
Vainqueur
Finale
Troisième
Quatrième
Quart de finale
Huitième de finale
Premier tour

| Place              | Équipe             | Matchs | Victoires | Nuls | Défaites | BP | BC | Diff. | Progression         |
| ------------------ | ------------------ | ------ | --------- | ---- | -------- | -- | -- | ----- | ------------------- |
| Médaille d'or      | Sénégal            | 7      | 4         | 3    | 0        | 9  | 2  | +7    | Vainqueur           |
| Médaille d'argent  | Égypte             | 7      | 3         | 3    | 1        | 4  | 2  | +2    | Finaliste           |
| Médaille de bronze | Cameroun           | 7      | 4         | 3    | 0        | 14 | 7  | +7    | Troisième           |
| 4                  | Burkina Faso       | 7      | 2         | 3    | 2        | 9  | 10 | -1    | Quatrième           |
| 5                  | Maroc              | 5      | 3         | 1    | 1        | 8  | 5  | +3    | Quarts de finale    |
| 6                  | Gambie             | 5      | 3         | 1    | 1        | 4  | 3  | +1    | Quarts de finale    |
| 7                  | Guinée équatoriale | 5      | 2         | 1    | 2        | 3  | 4  | -1    | Quarts de finale    |
| 8                  | Tunisie            | 5      | 2         | 0    | 3        | 5  | 3  | +2    | Quarts de finale    |
| 9                  | Nigeria            | 4      | 3         | 0    | 1        | 6  | 2  | +4    | Huitièmes de finale |
| 10                 | Côte d'Ivoire      | 4      | 2         | 2    | 0        | 6  | 3  | +3    | Huitièmes de finale |
| 11                 | Mali               | 4      | 2         | 2    | 0        | 4  | 1  | +3    | Huitièmes de finale |
| 12                 | Gabon              | 4      | 1         | 3    | 0        | 5  | 4  | -1    | Huitièmes de finale |
| 13                 | Malawi             | 4      | 1         | 1    | 2        | 3  | 4  | -1    | Huitièmes de finale |
| 14                 | Guinée             | 4      | 1         | 1    | 2        | 2  | 3  | -1    | Huitièmes de finale |
| 15                 | Cap-Vert           | 4      | 1         | 1    | 2        | 2  | 4  | -2    | Huitièmes de finale |
| 16                 | Comores            | 4      | 1         | 0    | 3        | 4  | 7  | -3    | Huitièmes de finale |
| 17                 | Zimbabwe           | 3      | 1         | 0    | 2        | 2  | 4  | -2    | Premier tour        |
| 18                 | Sierra Leone       | 3      | 0         | 2    | 1        | 2  | 3  | -1    | Premier tour        |
| 19                 | Ghana              | 3      | 0         | 1    | 2        | 3  | 5  | -2    | Premier tour        |
| 20                 | Algérie            | 3      | 0         | 1    | 2        | 1  | 4  | -3    | Premier tour        |
| 20                 | Soudan             | 3      | 0         | 1    | 2        | 1  | 4  | -3    | Premier tour        |
| 22                 | Guinée-Bissau      | 3      | 0         | 1    | 2        | 0  | 3  | -3    | Premier tour        |
| 23                 | Éthiopie           | 3      | 0         | 1    | 2        | 2  | 6  | -4    | Premier tour        |
| 24                 | Mauritanie         | 3      | 0         | 0    | 3        | 0  | 7  | -7    | Premier tour        |

- Vainqueur
- Finale
- Troisième
- Quatrième
- Quart de finale
- Huitième de finale
- Premier tour

## Statistiques et récompenses

### Statistiques individuelles

#### Buteurs
Il y a eu 100 buts marqués en 52 matches, pour une moyenne de 1,92 but par match.
8 buts         
- Vincent Aboubakar

5 buts      
- Karl Toko Ekambi

3 buts    
- Gabadinho Mhango
- Ibrahima Koné
- Sofiane Boufal
- Sadio Mané

2 buts   
- Ahmed Mogni
- Nicolas Pépé
- Mohamed Salah
- Jim Allevinah
- Musa Barrow
- Ablie Jallow
- Achraf Hakimi
- Wahbi Khazri
- Bamba Dieng

1 but  
- Sofiane Bendebka
- Hassane Bandé
- Cyrille Bayala
- Gustavo Sangaré
- Dango Ouattara
- Djibril Ouattara
- Blati Touré
- Bertrand Traoré
- Steeve Yago
- Stéphane Bahoken
- Garry Rodrigues
- Júlio Tavares
- Youssouf M'Changama
- El Fardou Ben Nabouhane
- Max-Alain Gradel
- Sébastien Haller
- Franck Kessié
- Ibrahim Sangaré
- Mohamed Abdelmonem
- Trézéguet
- Dawa Hotessa
- Getaneh Kebede
- Aaron Boupendza
- André Ayew
- Richmond Boakye
- Alexander Djiku
- Naby Keïta
- Issiaga Sylla
- Jannick Buyla
- Pablo Ganet
- Esteban Obiang
- Massadio Haïdara
- Zakaria Aboukhlal
- Selim Amallah
- Youssef En-Nesyri
- Taiwo Awoniyi
- Samuel Chukwueze
- Kelechi Iheanacho
- Umar Sadiq
- Moses Simon
- William Troost-Ekong
- Abdou Diallo
- Famara Diédhiou
- Cheikhou Kouyaté
- Ismaïla Sarr
- Alhaji Kamara
- Musa Noah Kamara
- Walieldin Khedr
- Seifeddine Jaziri
- Hamza Mathlouthi
- Youssef Msakni
- Kudakwashe Mahachi
- Knowledge Musona
- Ishmael Wadi

But contre son camp  
- Adama Guira (pour le Gabon)
- André Onana (pour le Burkina Faso)
- Nayef Aguerd (pour le Gabon)

#### Passes décisives
Avec 3 passes décisives chacun,  Martin Hongla,  Collins Fai et  Issa Kaboré sont les meilleurs passeurs de tournoi.

### Joueurs élus «Homme du match»
Le trophée d'Homme du Match est attribué à la suite d'un vote des internautes pendant la rencontre sur le site de la CAF.
3 fois
- Blati Touré

2 fois
- Vincent Aboubakar
- Karl Toko-Ekambi
- Mohamed Salah
- Musa Barrow
- Ibán Salvador
- Naby Keïta
- Sadio Mané

1 fois
- Roberto Lopes
- Kenny Rocha Santos
- Salim Ben Boina
- El Fardou Ben Nabouhane
- Youssouf M'Changama
- Franck Kessié
- Jean Michaël Seri
- Nicolas Pépé
- Mohamed Abdelmonem
- Mohamed Elneny
- Ahmed Hegazy
- Amanuel Yohannes
- Jim Allevinah
- Aaron Boupendza
- Baboucarr Gaye
- André Ayew
- Pablo Ganet
- Gabadinho Mhango
- Charles Thomu
- Yves Bissouma
- Moussa Doumbia
- Ibrahim Mounkoro
- Sofiane Boufal
- Achraf Hakimi
- Kelechi Iheanacho
- Moses Simon
- William Troost-Ekong
- Bamba Dieng
- Nampalys Mendy
- Mohamed Kamara
- Ali Abu Eshrein
- Wahbi Khazri
- Youssef Msakni
- Gerald Takwara

### Équipe type du tournoi
| Gardien       | Défenseurs                                                  | Milieux                                   | Attaquants                                 | Entraîneur  |
| ------------- | ----------------------------------------------------------- | ----------------------------------------- | ------------------------------------------ | ----------- |
| Édouard Mendy | Achraf Hakimi Mohamed Abdelmonem Edmond Tapsoba Saliou Ciss | Nampalys Mendy Mohamed Elneny Blati Touré | Mohamed Salah Sadio Mané Vincent Aboubakar | Aliou Cissé |

### Récompenses
| Prix                  | Lauréat           |
| --------------------- | ----------------- |
| Meilleur joueur       | Sadio Mané        |
| Meilleur buteur       | Vincent Aboubakar |
| Meilleur gardien      | Édouard Mendy     |
| Meilleur jeune joueur | Issa Kaboré       |
| Prix du fair-play     | Sénégal           |

### Discipline
Au cours du tournoi, les arbitres ont distribué un total de 195 cartons jaunes et 14 cartons rouges.

## Clôture
La cérémonie de clôture de la compétition se déroule dans l'après-midi du 6 février 2022. Le président de la République du Cameroun, Paul Biya, en compagnie de son épouse Chantal, sont de nouveau présents lors de la cérémonie de clôture et ensuite au déroulement du match final qui opposent la sélection du Sénégal à celle de l'Égypte. Cette cérémonie est marquée par la présence de la présidente de l'Unesco en visite spéciale au Cameroun et les présidents des institutions de football que sont La CAF et la FIFA.
Un intermède culturel représentant les 4 aires culturelles du Cameroun est présenté et la mascotte Mola qui participe à la danse. L'artiste hote, Nomcebo Zikode offre une interprétation de la chanson populaire Jerusalema. Elle est suivie par la prestation de plusieurs artistes locaux tel Salatiel.
À la fin de la compétition et après la remise des trophées aux différentes équipes, le flambeau est transmis au représentant du comité d'organisation de la CAN 2021 qui se déroulera en 2023 en Côte d'Ivoire.

## Aspect socio-économique
En juillet 2016, Total a annoncé avoir passé un accord de sponsoring avec la Confédération Africaine de Football. Total est désormais le « sponsor titre » des compétitions organisées par la CAF. L’accord vaut pour les huit prochaines années et concernera les dix principales compétitions organisées par la CAF, dont la Coupe d’Afrique des Nations 2017, 2019, 2022 et 2023, qui est désormais baptisée « Coupe d’Afrique des Nations Total ».
Au début du tournoi en janvier 2022, la CAF annonce la conclusion d'un partenariat avec le réseau social TikTok afin de proposer des contenus exclusifs lors de la CAN 2022 mais aussi pour la CAN féminine qui aura lieu en juillet 2022 au Maroc.

### Sponsors
- TotalEnergies (sponsor titre)
- 1xBet
- Binance
- Continental
- Orange
- Prudential plc
- TikTok
- Umbro
- Visa

## Droits télévisés
La Coupe d'Afrique des nations TotalEnergies 2021 est diffusée dans plus de 150 pays à travers le monde. La liste ci-dessous représente les diffuseurs sélectionnés par la CAF pour diffuser la compétition
| Pays                  | Chaîne                          | Réf    |
| --------------------- | ------------------------------- | ------ |
| Algérie               | EPTV                            | [ 48 ] |
| Brésil                | Rede Bandeirantes               | [ 47 ] |
| Cameroun              | CRTV                            | [ 49 ] |
| France                | beIN Sports                     | [ 47 ] |
| Allemagne             | Sportdigital                    | [ 47 ] |
| Italie                | Discovery Channel               | [ 47 ] |
| Portugal              | Canal 11                        | [ 50 ] |
| Royaume-Uni           | BBC — Sky Sports                | [ 47 ] |
| Afrique subsaharienne | Canal+ — StarTimes — SuperSport | [ 47 ] |
| MENA                  | beIN Sports                     | [ 47 ] |
| Asie-Pacifique        | beIN Sports                     | [ 47 ] |
| Amérique du Nord      | beIN Sports                     | [ 47 ] |
| Amérique Latine       | ESPN                            | [ 47 ] |
| Europe du Nord        | NENT Group                      | [ 47 ] |
| Europe du Sud         | Sport Klub                      | [ 47 ] |
| Monde                 | CAF TV (YouTube)                | [ 47 ] |

## Polémiques et incidents

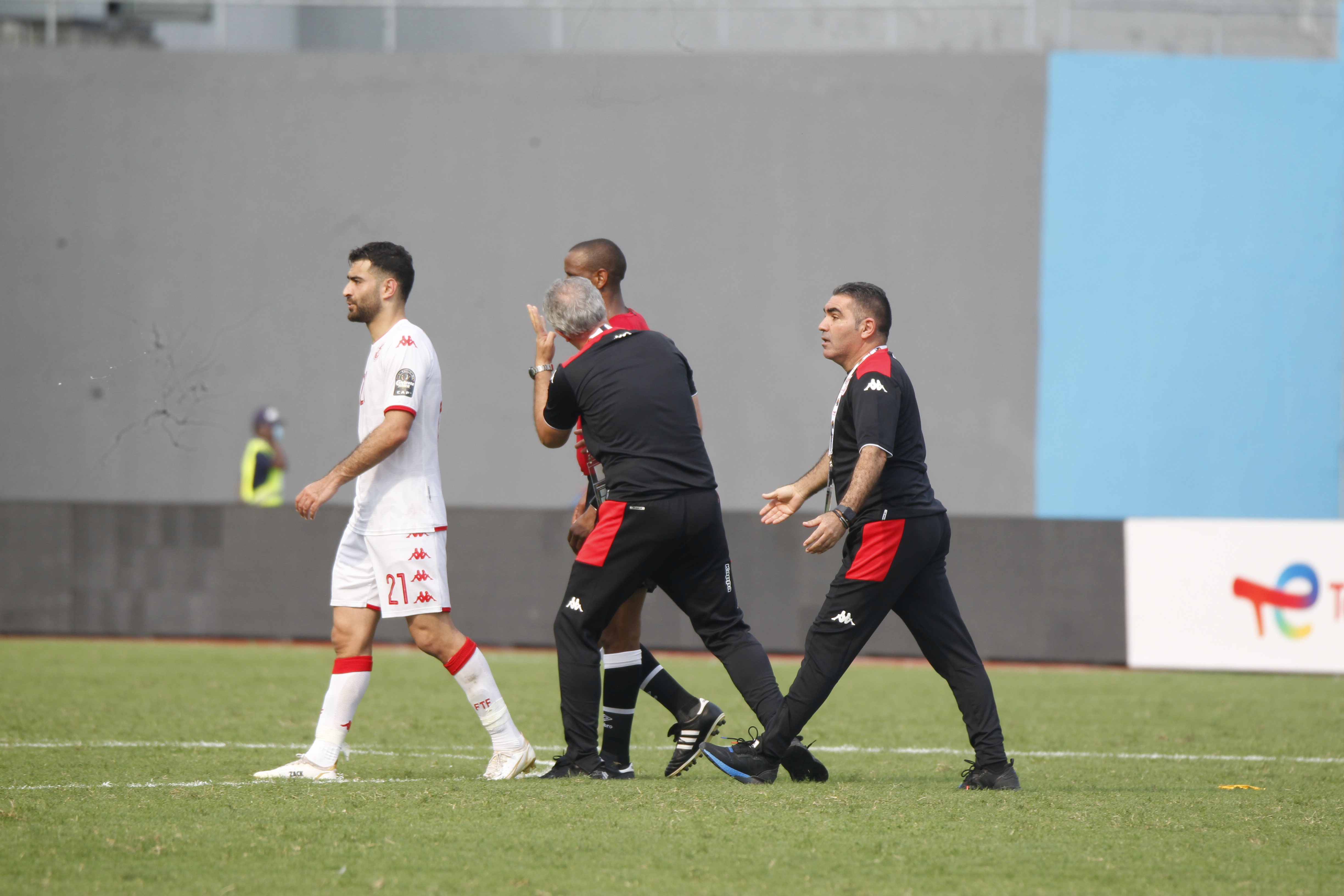
Le séléctioneur tunisien Mondher Kebaier protestant devant l'arbitre zambien Janny Sikazwe, lui reprochant de ne pas avoir ajouté de temps additionel à la fin du match.

### Arbitrage Tunisie-Mali
Le match opposant la Tunisie au Mali, première rencontre du groupe F, n'a pas été joué jusqu'à son terme. L'arbitre zambien Janny Sikazwe a dans un premier temps sifflé la fin du match à la 86e minute avant de se raviser, prévenu par son arbitre assistant et les protestations des joueurs tunisiens. Il a ensuite sifflé la fin du match à la 90e minute, à quelques secondes de la fin du temps réglementaire, alors même que l'arbitre assistant allait annoncer le temps additionnel. Devant les Tunisiens furieux, le quatuor arbitral a du sortir du terrain sous escorte policière.
Devant l'ampleur de la polémique, la reprise du match, pour jouer le temps additionnel restant, a été annoncée. Cependant, l'équipe tunisienne a refusé de reprendre la rencontre, prétextant que les joueurs étaient déjà dans les douches, ou hors du stade, donc inaptes à reprendre la partie. Les Maliens s'étant présentés sur la pelouse, la fin du match est sifflée avec une seule équipe sur le terrain, le résultat de 1-0 étant entériné plus tard par la CAF,.
Plus tard, il a été rapporté par différents médias que l'arbitre Janny Sikazwe avait été en fait victime d'une insolation en plein milieu de la partie, à tel point qu'il aurait même été transporté à l'hôpital, d'où la présence du quatrième arbitre sur la pelouse au moment de la tentative de reprise du match. Selon le joueur tunisien Wahbi Khazri, l'arbitre du match "n'était plus cohérent", "l’arbitre perdait le fil du match" a précisé le capitaine tunisien. "Il n’était plus cohérent dans ses choix et ses décisions. Il était très chaud.".

### Pelouse de Japoma
Le stade de Japoma de Douala, inauguré en 2019, devait au départ accueillir 9 matchs de cette Coupe d'Afrique des nations, dont 5 du Groupe E de la compétition, un groupe très relevée contenant 2 favoris du tournoi, en l'occurrence l'équipe ivoirienne et les champions d'Afrique en titre, l'équipe d'Algérie. La qualité des infrastructures du stade, notamment de la pelouse, a suscité un certain nombre de réactions. Ainsi, en conférence de presse d'avant match, le sélectionneur algérien Djamel Belmadi a vivement critiqué l'état de la pelouse du stade de Japoma. "On va jouer après le match entre la Sierra Leone et la Côte d’Ivoire, sur une pelouse qui à la base n’est pas top. Je ne dis pas qu’elle est catastrophique, mais pas d’un niveau permettant une fluidité totale et ce qu’on espère des grands tournois comme une Coupe d’Afrique.". Le sélectionneur de l'équipe ivoirienne Patrice Beaumelle, a nuancé les propos de son confrère « La pelouse du stade de Japoma est plus que correcte. On a vu des pelouses pires lors de certaines CAN », il concèdera cependant « Il y a une partie du terrain qui est un désastre ».
Lors du match opposant l'équipe ivoirienne à la Sierra Leone, le gardien ivoirien Badra Ali Sangaré, s'est lourdement blessé en sortant pour tenter d'intercepter une balle. La vidéo éloquente, montre le genou du gardien se planter dans la pelouse, entraînant une roulade vers l'avant. L'attaquant de la Sierra Leone a ainsi pu égaliser grâce à cette action.
Après de multiples rumeurs sur la possible délocalisation de la rencontre décisive de la troisième journée du Groupe E, entre l'équipe ivoirienne et l'équipe d'Algérie, la rencontre est finalement maintenue au stade de Japoma. En revanche, il a été annoncé que un quart de finale et la demi finale qui devaient se dérouler dans ce stade sont délocalisés au stade Ahmadou-Ahidjo de Yaoundé. Le huitième de finale et l'autre quart de finale, celui de l'équipe du Cameroun prévus sur ce stade, ont quant à eux été maintenus.

### Hymne national mauritanien
Lors de l'entrée en lice de l'équipe mauritanienne dans le tournoi, son hymne n'a pas été diffusé avant la partie, les organisateurs se trompant à trois reprises au moment de lancer l'hymne de la Mauritanie. L'ancien hymne a été entendu à 2 reprises, puis devant une troisième tentative de lancer l'hymne officiel s'étant soldée par un échec, les joueurs mauritaniens ont finalement été contraints de commencer leur match sans avoir entendu l'hymne officiel actuel,.

### Fusillades à Buéa
Des échanges de tirs entre militaires et hommes armés ont eu lieu à Buéa dans la région du Sud-Ouest du Cameroun, qui abrite des équipes en lice pour la CAN, plusieurs personnes ont été blessés dans ces échanges de tirs. Ces incidents s'inscrivent dans un contexte de conflit opposant séparatistes armés et militaires depuis fin 2017 dans les deux régions à majorité anglophone du Nord-Ouest et du Sud-Ouest du pays,. L'équipe du Mali de football interrompra sa séance d'entraînement à la suite de la fusillade.

### Tragédie du stade d'Olembe
En marge du huitième de finale entre les Comores et le Cameroun, une bousculade mortelle a eu lieu près du 
stade de Olembe, lieu ou se déroulait alors la rencontre. 8 personnes ont perdu la vie lors de cette tragédie, et des dizaines d'autres sont blessées, parfois grièvement. Le lendemain, le président de la Confédération africaine de football, Patrice Motsepe, annonce que le prochain match qui devait avoir lieu à Olembe le 30 janvier sera disputé au stade Ahmadou-Ahidjo de Yaoundé, "jusqu'à ce que les conditions de sécurité soient garanties.", il ajoute alors : "La sécurité n'est pas de la responsabilité de la CAF, mais du comité local".
Le 30 janvier 2022, la CAF lève la suspension du stade d'Olembé et annonce qu'il pourra accueillir une demi-finale ainsi que la finale de la compétition début février.